# Мітюшин Анатолій Анатолійович
Мітю́шин Анато́лій Анато́лійович (15 травня 1960, Самбір) — радянський та український шаховий композитор.

## Біографія
Народився 15 травня 1960 року в місті Самбір. У 1977 році закінчив Бісковицьку (Самбірський район) середню школу. 1978 року закінчив на відмінно СПТУ за спеціальністю — пасічник племінної пасіки, а в 1980 році на відмінно Львівське технічне училище № 50 за спеціальністю — регулювальник радіоапаратури.
Проживає в селі Максимовичі Самбірського району Львівської області, Україна.

## Спортивна кар'єра
З 1977 року займається інтелектуальним видом спорту — шаховою композицією.
Кандидат у майстри спорту з шахової композиції. В Альбом ФІДЕ відібрано три задачі, а в Альбом України [Архівовано 28 червня 2017 у Wayback Machine.] — 11 задач. Міжнародний арбітр із шахової композиції в розділі задач на кооперативний мат — був суддею близько 25 конкурсів, із них — 12 міжнародних.

## Наукова праця
Відкрита ним ідея в шаховій композиції названа темою Мітюшина, він є співавтором Самбірської теми, Буковинсько-прикарпатської теми, теми-1 Залокоцького — Мітюшина і теми-2 Залокоцького — Мітюшина. Він є автором ідеї утворення близнюків — близнюки Мітюшина, співавтором ідеї утворення близнюків — близнюки Залокоцького — Мітюшина, Самбірські близнюки (шахи).
Видав російською мовою у співавторстві з Романом Залокоцьким книгу — «Буковинсько-прикарпатська тема». Книга на літературно-краєзнавчому конкурсі імені Мирона Утриска удостоєна диплома першого ступеня.
Редагував шаховий відділ у районній газеті «Серп і молот» (місто Городок, Львівської області).
Автор і співавтор багатьох статей з шахової композиції.

## Участь в конкурсах
Періодично виступає в конкурсах.
|   | a | b | c | d | e | f | g | h |   |
| 8 | f8 чорна тура · g8 чорний слон · a6 біла тура · g6 чорний пішак · b5 білий кінь · d5 чорний пішак · e5 чорний король · f5 чорний кінь · g5 білий ферзь · d3 білий король · e3 чорний пішак · h3 чорна тура · e2 білий кінь · h2 чорний слон | f8 чорна тура · g8 чорний слон · a6 біла тура · g6 чорний пішак · b5 білий кінь · d5 чорний пішак · e5 чорний король · f5 чорний кінь · g5 білий ферзь · d3 білий король · e3 чорний пішак · h3 чорна тура · e2 білий кінь · h2 чорний слон | f8 чорна тура · g8 чорний слон · a6 біла тура · g6 чорний пішак · b5 білий кінь · d5 чорний пішак · e5 чорний король · f5 чорний кінь · g5 білий ферзь · d3 білий король · e3 чорний пішак · h3 чорна тура · e2 білий кінь · h2 чорний слон | f8 чорна тура · g8 чорний слон · a6 біла тура · g6 чорний пішак · b5 білий кінь · d5 чорний пішак · e5 чорний король · f5 чорний кінь · g5 білий ферзь · d3 білий король · e3 чорний пішак · h3 чорна тура · e2 білий кінь · h2 чорний слон | f8 чорна тура · g8 чорний слон · a6 біла тура · g6 чорний пішак · b5 білий кінь · d5 чорний пішак · e5 чорний король · f5 чорний кінь · g5 білий ферзь · d3 білий король · e3 чорний пішак · h3 чорна тура · e2 білий кінь · h2 чорний слон | f8 чорна тура · g8 чорний слон · a6 біла тура · g6 чорний пішак · b5 білий кінь · d5 чорний пішак · e5 чорний король · f5 чорний кінь · g5 білий ферзь · d3 білий король · e3 чорний пішак · h3 чорна тура · e2 білий кінь · h2 чорний слон | f8 чорна тура · g8 чорний слон · a6 біла тура · g6 чорний пішак · b5 білий кінь · d5 чорний пішак · e5 чорний король · f5 чорний кінь · g5 білий ферзь · d3 білий король · e3 чорний пішак · h3 чорна тура · e2 білий кінь · h2 чорний слон | f8 чорна тура · g8 чорний слон · a6 біла тура · g6 чорний пішак · b5 білий кінь · d5 чорний пішак · e5 чорний король · f5 чорний кінь · g5 білий ферзь · d3 білий король · e3 чорний пішак · h3 чорна тура · e2 білий кінь · h2 чорний слон | 8 |
| 7 | f8 чорна тура · g8 чорний слон · a6 біла тура · g6 чорний пішак · b5 білий кінь · d5 чорний пішак · e5 чорний король · f5 чорний кінь · g5 білий ферзь · d3 білий король · e3 чорний пішак · h3 чорна тура · e2 білий кінь · h2 чорний слон | f8 чорна тура · g8 чорний слон · a6 біла тура · g6 чорний пішак · b5 білий кінь · d5 чорний пішак · e5 чорний король · f5 чорний кінь · g5 білий ферзь · d3 білий король · e3 чорний пішак · h3 чорна тура · e2 білий кінь · h2 чорний слон | f8 чорна тура · g8 чорний слон · a6 біла тура · g6 чорний пішак · b5 білий кінь · d5 чорний пішак · e5 чорний король · f5 чорний кінь · g5 білий ферзь · d3 білий король · e3 чорний пішак · h3 чорна тура · e2 білий кінь · h2 чорний слон | f8 чорна тура · g8 чорний слон · a6 біла тура · g6 чорний пішак · b5 білий кінь · d5 чорний пішак · e5 чорний король · f5 чорний кінь · g5 білий ферзь · d3 білий король · e3 чорний пішак · h3 чорна тура · e2 білий кінь · h2 чорний слон | f8 чорна тура · g8 чорний слон · a6 біла тура · g6 чорний пішак · b5 білий кінь · d5 чорний пішак · e5 чорний король · f5 чорний кінь · g5 білий ферзь · d3 білий король · e3 чорний пішак · h3 чорна тура · e2 білий кінь · h2 чорний слон | f8 чорна тура · g8 чорний слон · a6 біла тура · g6 чорний пішак · b5 білий кінь · d5 чорний пішак · e5 чорний король · f5 чорний кінь · g5 білий ферзь · d3 білий король · e3 чорний пішак · h3 чорна тура · e2 білий кінь · h2 чорний слон | f8 чорна тура · g8 чорний слон · a6 біла тура · g6 чорний пішак · b5 білий кінь · d5 чорний пішак · e5 чорний король · f5 чорний кінь · g5 білий ферзь · d3 білий король · e3 чорний пішак · h3 чорна тура · e2 білий кінь · h2 чорний слон | f8 чорна тура · g8 чорний слон · a6 біла тура · g6 чорний пішак · b5 білий кінь · d5 чорний пішак · e5 чорний король · f5 чорний кінь · g5 білий ферзь · d3 білий король · e3 чорний пішак · h3 чорна тура · e2 білий кінь · h2 чорний слон | 7 |
| 6 | f8 чорна тура · g8 чорний слон · a6 біла тура · g6 чорний пішак · b5 білий кінь · d5 чорний пішак · e5 чорний король · f5 чорний кінь · g5 білий ферзь · d3 білий король · e3 чорний пішак · h3 чорна тура · e2 білий кінь · h2 чорний слон | f8 чорна тура · g8 чорний слон · a6 біла тура · g6 чорний пішак · b5 білий кінь · d5 чорний пішак · e5 чорний король · f5 чорний кінь · g5 білий ферзь · d3 білий король · e3 чорний пішак · h3 чорна тура · e2 білий кінь · h2 чорний слон | f8 чорна тура · g8 чорний слон · a6 біла тура · g6 чорний пішак · b5 білий кінь · d5 чорний пішак · e5 чорний король · f5 чорний кінь · g5 білий ферзь · d3 білий король · e3 чорний пішак · h3 чорна тура · e2 білий кінь · h2 чорний слон | f8 чорна тура · g8 чорний слон · a6 біла тура · g6 чорний пішак · b5 білий кінь · d5 чорний пішак · e5 чорний король · f5 чорний кінь · g5 білий ферзь · d3 білий король · e3 чорний пішак · h3 чорна тура · e2 білий кінь · h2 чорний слон | f8 чорна тура · g8 чорний слон · a6 біла тура · g6 чорний пішак · b5 білий кінь · d5 чорний пішак · e5 чорний король · f5 чорний кінь · g5 білий ферзь · d3 білий король · e3 чорний пішак · h3 чорна тура · e2 білий кінь · h2 чорний слон | f8 чорна тура · g8 чорний слон · a6 біла тура · g6 чорний пішак · b5 білий кінь · d5 чорний пішак · e5 чорний король · f5 чорний кінь · g5 білий ферзь · d3 білий король · e3 чорний пішак · h3 чорна тура · e2 білий кінь · h2 чорний слон | f8 чорна тура · g8 чорний слон · a6 біла тура · g6 чорний пішак · b5 білий кінь · d5 чорний пішак · e5 чорний король · f5 чорний кінь · g5 білий ферзь · d3 білий король · e3 чорний пішак · h3 чорна тура · e2 білий кінь · h2 чорний слон | f8 чорна тура · g8 чорний слон · a6 біла тура · g6 чорний пішак · b5 білий кінь · d5 чорний пішак · e5 чорний король · f5 чорний кінь · g5 білий ферзь · d3 білий король · e3 чорний пішак · h3 чорна тура · e2 білий кінь · h2 чорний слон | 6 |
| 5 | f8 чорна тура · g8 чорний слон · a6 біла тура · g6 чорний пішак · b5 білий кінь · d5 чорний пішак · e5 чорний король · f5 чорний кінь · g5 білий ферзь · d3 білий король · e3 чорний пішак · h3 чорна тура · e2 білий кінь · h2 чорний слон | f8 чорна тура · g8 чорний слон · a6 біла тура · g6 чорний пішак · b5 білий кінь · d5 чорний пішак · e5 чорний король · f5 чорний кінь · g5 білий ферзь · d3 білий король · e3 чорний пішак · h3 чорна тура · e2 білий кінь · h2 чорний слон | f8 чорна тура · g8 чорний слон · a6 біла тура · g6 чорний пішак · b5 білий кінь · d5 чорний пішак · e5 чорний король · f5 чорний кінь · g5 білий ферзь · d3 білий король · e3 чорний пішак · h3 чорна тура · e2 білий кінь · h2 чорний слон | f8 чорна тура · g8 чорний слон · a6 біла тура · g6 чорний пішак · b5 білий кінь · d5 чорний пішак · e5 чорний король · f5 чорний кінь · g5 білий ферзь · d3 білий король · e3 чорний пішак · h3 чорна тура · e2 білий кінь · h2 чорний слон | f8 чорна тура · g8 чорний слон · a6 біла тура · g6 чорний пішак · b5 білий кінь · d5 чорний пішак · e5 чорний король · f5 чорний кінь · g5 білий ферзь · d3 білий король · e3 чорний пішак · h3 чорна тура · e2 білий кінь · h2 чорний слон | f8 чорна тура · g8 чорний слон · a6 біла тура · g6 чорний пішак · b5 білий кінь · d5 чорний пішак · e5 чорний король · f5 чорний кінь · g5 білий ферзь · d3 білий король · e3 чорний пішак · h3 чорна тура · e2 білий кінь · h2 чорний слон | f8 чорна тура · g8 чорний слон · a6 біла тура · g6 чорний пішак · b5 білий кінь · d5 чорний пішак · e5 чорний король · f5 чорний кінь · g5 білий ферзь · d3 білий король · e3 чорний пішак · h3 чорна тура · e2 білий кінь · h2 чорний слон | f8 чорна тура · g8 чорний слон · a6 біла тура · g6 чорний пішак · b5 білий кінь · d5 чорний пішак · e5 чорний король · f5 чорний кінь · g5 білий ферзь · d3 білий король · e3 чорний пішак · h3 чорна тура · e2 білий кінь · h2 чорний слон | 5 |
| 4 | f8 чорна тура · g8 чорний слон · a6 біла тура · g6 чорний пішак · b5 білий кінь · d5 чорний пішак · e5 чорний король · f5 чорний кінь · g5 білий ферзь · d3 білий король · e3 чорний пішак · h3 чорна тура · e2 білий кінь · h2 чорний слон | f8 чорна тура · g8 чорний слон · a6 біла тура · g6 чорний пішак · b5 білий кінь · d5 чорний пішак · e5 чорний король · f5 чорний кінь · g5 білий ферзь · d3 білий король · e3 чорний пішак · h3 чорна тура · e2 білий кінь · h2 чорний слон | f8 чорна тура · g8 чорний слон · a6 біла тура · g6 чорний пішак · b5 білий кінь · d5 чорний пішак · e5 чорний король · f5 чорний кінь · g5 білий ферзь · d3 білий король · e3 чорний пішак · h3 чорна тура · e2 білий кінь · h2 чорний слон | f8 чорна тура · g8 чорний слон · a6 біла тура · g6 чорний пішак · b5 білий кінь · d5 чорний пішак · e5 чорний король · f5 чорний кінь · g5 білий ферзь · d3 білий король · e3 чорний пішак · h3 чорна тура · e2 білий кінь · h2 чорний слон | f8 чорна тура · g8 чорний слон · a6 біла тура · g6 чорний пішак · b5 білий кінь · d5 чорний пішак · e5 чорний король · f5 чорний кінь · g5 білий ферзь · d3 білий король · e3 чорний пішак · h3 чорна тура · e2 білий кінь · h2 чорний слон | f8 чорна тура · g8 чорний слон · a6 біла тура · g6 чорний пішак · b5 білий кінь · d5 чорний пішак · e5 чорний король · f5 чорний кінь · g5 білий ферзь · d3 білий король · e3 чорний пішак · h3 чорна тура · e2 білий кінь · h2 чорний слон | f8 чорна тура · g8 чорний слон · a6 біла тура · g6 чорний пішак · b5 білий кінь · d5 чорний пішак · e5 чорний король · f5 чорний кінь · g5 білий ферзь · d3 білий король · e3 чорний пішак · h3 чорна тура · e2 білий кінь · h2 чорний слон | f8 чорна тура · g8 чорний слон · a6 біла тура · g6 чорний пішак · b5 білий кінь · d5 чорний пішак · e5 чорний король · f5 чорний кінь · g5 білий ферзь · d3 білий король · e3 чорний пішак · h3 чорна тура · e2 білий кінь · h2 чорний слон | 4 |
| 3 | f8 чорна тура · g8 чорний слон · a6 біла тура · g6 чорний пішак · b5 білий кінь · d5 чорний пішак · e5 чорний король · f5 чорний кінь · g5 білий ферзь · d3 білий король · e3 чорний пішак · h3 чорна тура · e2 білий кінь · h2 чорний слон | f8 чорна тура · g8 чорний слон · a6 біла тура · g6 чорний пішак · b5 білий кінь · d5 чорний пішак · e5 чорний король · f5 чорний кінь · g5 білий ферзь · d3 білий король · e3 чорний пішак · h3 чорна тура · e2 білий кінь · h2 чорний слон | f8 чорна тура · g8 чорний слон · a6 біла тура · g6 чорний пішак · b5 білий кінь · d5 чорний пішак · e5 чорний король · f5 чорний кінь · g5 білий ферзь · d3 білий король · e3 чорний пішак · h3 чорна тура · e2 білий кінь · h2 чорний слон | f8 чорна тура · g8 чорний слон · a6 біла тура · g6 чорний пішак · b5 білий кінь · d5 чорний пішак · e5 чорний король · f5 чорний кінь · g5 білий ферзь · d3 білий король · e3 чорний пішак · h3 чорна тура · e2 білий кінь · h2 чорний слон | f8 чорна тура · g8 чорний слон · a6 біла тура · g6 чорний пішак · b5 білий кінь · d5 чорний пішак · e5 чорний король · f5 чорний кінь · g5 білий ферзь · d3 білий король · e3 чорний пішак · h3 чорна тура · e2 білий кінь · h2 чорний слон | f8 чорна тура · g8 чорний слон · a6 біла тура · g6 чорний пішак · b5 білий кінь · d5 чорний пішак · e5 чорний король · f5 чорний кінь · g5 білий ферзь · d3 білий король · e3 чорний пішак · h3 чорна тура · e2 білий кінь · h2 чорний слон | f8 чорна тура · g8 чорний слон · a6 біла тура · g6 чорний пішак · b5 білий кінь · d5 чорний пішак · e5 чорний король · f5 чорний кінь · g5 білий ферзь · d3 білий король · e3 чорний пішак · h3 чорна тура · e2 білий кінь · h2 чорний слон | f8 чорна тура · g8 чорний слон · a6 біла тура · g6 чорний пішак · b5 білий кінь · d5 чорний пішак · e5 чорний король · f5 чорний кінь · g5 білий ферзь · d3 білий король · e3 чорний пішак · h3 чорна тура · e2 білий кінь · h2 чорний слон | 3 |
| 2 | f8 чорна тура · g8 чорний слон · a6 біла тура · g6 чорний пішак · b5 білий кінь · d5 чорний пішак · e5 чорний король · f5 чорний кінь · g5 білий ферзь · d3 білий король · e3 чорний пішак · h3 чорна тура · e2 білий кінь · h2 чорний слон | f8 чорна тура · g8 чорний слон · a6 біла тура · g6 чорний пішак · b5 білий кінь · d5 чорний пішак · e5 чорний король · f5 чорний кінь · g5 білий ферзь · d3 білий король · e3 чорний пішак · h3 чорна тура · e2 білий кінь · h2 чорний слон | f8 чорна тура · g8 чорний слон · a6 біла тура · g6 чорний пішак · b5 білий кінь · d5 чорний пішак · e5 чорний король · f5 чорний кінь · g5 білий ферзь · d3 білий король · e3 чорний пішак · h3 чорна тура · e2 білий кінь · h2 чорний слон | f8 чорна тура · g8 чорний слон · a6 біла тура · g6 чорний пішак · b5 білий кінь · d5 чорний пішак · e5 чорний король · f5 чорний кінь · g5 білий ферзь · d3 білий король · e3 чорний пішак · h3 чорна тура · e2 білий кінь · h2 чорний слон | f8 чорна тура · g8 чорний слон · a6 біла тура · g6 чорний пішак · b5 білий кінь · d5 чорний пішак · e5 чорний король · f5 чорний кінь · g5 білий ферзь · d3 білий король · e3 чорний пішак · h3 чорна тура · e2 білий кінь · h2 чорний слон | f8 чорна тура · g8 чорний слон · a6 біла тура · g6 чорний пішак · b5 білий кінь · d5 чорний пішак · e5 чорний король · f5 чорний кінь · g5 білий ферзь · d3 білий король · e3 чорний пішак · h3 чорна тура · e2 білий кінь · h2 чорний слон | f8 чорна тура · g8 чорний слон · a6 біла тура · g6 чорний пішак · b5 білий кінь · d5 чорний пішак · e5 чорний король · f5 чорний кінь · g5 білий ферзь · d3 білий король · e3 чорний пішак · h3 чорна тура · e2 білий кінь · h2 чорний слон | f8 чорна тура · g8 чорний слон · a6 біла тура · g6 чорний пішак · b5 білий кінь · d5 чорний пішак · e5 чорний король · f5 чорний кінь · g5 білий ферзь · d3 білий король · e3 чорний пішак · h3 чорна тура · e2 білий кінь · h2 чорний слон | 2 |
| 1 | f8 чорна тура · g8 чорний слон · a6 біла тура · g6 чорний пішак · b5 білий кінь · d5 чорний пішак · e5 чорний король · f5 чорний кінь · g5 білий ферзь · d3 білий король · e3 чорний пішак · h3 чорна тура · e2 білий кінь · h2 чорний слон | f8 чорна тура · g8 чорний слон · a6 біла тура · g6 чорний пішак · b5 білий кінь · d5 чорний пішак · e5 чорний король · f5 чорний кінь · g5 білий ферзь · d3 білий король · e3 чорний пішак · h3 чорна тура · e2 білий кінь · h2 чорний слон | f8 чорна тура · g8 чорний слон · a6 біла тура · g6 чорний пішак · b5 білий кінь · d5 чорний пішак · e5 чорний король · f5 чорний кінь · g5 білий ферзь · d3 білий король · e3 чорний пішак · h3 чорна тура · e2 білий кінь · h2 чорний слон | f8 чорна тура · g8 чорний слон · a6 біла тура · g6 чорний пішак · b5 білий кінь · d5 чорний пішак · e5 чорний король · f5 чорний кінь · g5 білий ферзь · d3 білий король · e3 чорний пішак · h3 чорна тура · e2 білий кінь · h2 чорний слон | f8 чорна тура · g8 чорний слон · a6 біла тура · g6 чорний пішак · b5 білий кінь · d5 чорний пішак · e5 чорний король · f5 чорний кінь · g5 білий ферзь · d3 білий король · e3 чорний пішак · h3 чорна тура · e2 білий кінь · h2 чорний слон | f8 чорна тура · g8 чорний слон · a6 біла тура · g6 чорний пішак · b5 білий кінь · d5 чорний пішак · e5 чорний король · f5 чорний кінь · g5 білий ферзь · d3 білий король · e3 чорний пішак · h3 чорна тура · e2 білий кінь · h2 чорний слон | f8 чорна тура · g8 чорний слон · a6 біла тура · g6 чорний пішак · b5 білий кінь · d5 чорний пішак · e5 чорний король · f5 чорний кінь · g5 білий ферзь · d3 білий король · e3 чорний пішак · h3 чорна тура · e2 білий кінь · h2 чорний слон | f8 чорна тура · g8 чорний слон · a6 біла тура · g6 чорний пішак · b5 білий кінь · d5 чорний пішак · e5 чорний король · f5 чорний кінь · g5 білий ферзь · d3 білий король · e3 чорний пішак · h3 чорна тура · e2 білий кінь · h2 чорний слон | 1 |
|   | a | b | c | d | e | f | g | h |   |

1. Sd4! ~ Zz
1. … Tf~  2. Df6# A
1. … Tf7! 2.Te6# B
1. … Lg~  2. Te6# B
1. … Lf7!  2. Df6# A
1. … Th~  2. Sf3# C
1. … Tg3! 2. Df4# D
1. … Lh~  2. Df4# D
1. … Lg3! 2. Sf3# C
В задачі виражено теми в подвоєній формі — перекриття Грімшоу і тема-1 Флоріана (Фельдмана).
|   | a | b | c | d | e | f | g | h |   |
| 8 | c6 білий король · b5 чорний пішак · b4 чорний король · d3 біла тура · a2 білий ферзь · b1 чорна тура · c1 чорний слон | c6 білий король · b5 чорний пішак · b4 чорний король · d3 біла тура · a2 білий ферзь · b1 чорна тура · c1 чорний слон | c6 білий король · b5 чорний пішак · b4 чорний король · d3 біла тура · a2 білий ферзь · b1 чорна тура · c1 чорний слон | c6 білий король · b5 чорний пішак · b4 чорний король · d3 біла тура · a2 білий ферзь · b1 чорна тура · c1 чорний слон | c6 білий король · b5 чорний пішак · b4 чорний король · d3 біла тура · a2 білий ферзь · b1 чорна тура · c1 чорний слон | c6 білий король · b5 чорний пішак · b4 чорний король · d3 біла тура · a2 білий ферзь · b1 чорна тура · c1 чорний слон | c6 білий король · b5 чорний пішак · b4 чорний король · d3 біла тура · a2 білий ферзь · b1 чорна тура · c1 чорний слон | c6 білий король · b5 чорний пішак · b4 чорний король · d3 біла тура · a2 білий ферзь · b1 чорна тура · c1 чорний слон | 8 |
| 7 | c6 білий король · b5 чорний пішак · b4 чорний король · d3 біла тура · a2 білий ферзь · b1 чорна тура · c1 чорний слон | c6 білий король · b5 чорний пішак · b4 чорний король · d3 біла тура · a2 білий ферзь · b1 чорна тура · c1 чорний слон | c6 білий король · b5 чорний пішак · b4 чорний король · d3 біла тура · a2 білий ферзь · b1 чорна тура · c1 чорний слон | c6 білий король · b5 чорний пішак · b4 чорний король · d3 біла тура · a2 білий ферзь · b1 чорна тура · c1 чорний слон | c6 білий король · b5 чорний пішак · b4 чорний король · d3 біла тура · a2 білий ферзь · b1 чорна тура · c1 чорний слон | c6 білий король · b5 чорний пішак · b4 чорний король · d3 біла тура · a2 білий ферзь · b1 чорна тура · c1 чорний слон | c6 білий король · b5 чорний пішак · b4 чорний король · d3 біла тура · a2 білий ферзь · b1 чорна тура · c1 чорний слон | c6 білий король · b5 чорний пішак · b4 чорний король · d3 біла тура · a2 білий ферзь · b1 чорна тура · c1 чорний слон | 7 |
| 6 | c6 білий король · b5 чорний пішак · b4 чорний король · d3 біла тура · a2 білий ферзь · b1 чорна тура · c1 чорний слон | c6 білий король · b5 чорний пішак · b4 чорний король · d3 біла тура · a2 білий ферзь · b1 чорна тура · c1 чорний слон | c6 білий король · b5 чорний пішак · b4 чорний король · d3 біла тура · a2 білий ферзь · b1 чорна тура · c1 чорний слон | c6 білий король · b5 чорний пішак · b4 чорний король · d3 біла тура · a2 білий ферзь · b1 чорна тура · c1 чорний слон | c6 білий король · b5 чорний пішак · b4 чорний король · d3 біла тура · a2 білий ферзь · b1 чорна тура · c1 чорний слон | c6 білий король · b5 чорний пішак · b4 чорний король · d3 біла тура · a2 білий ферзь · b1 чорна тура · c1 чорний слон | c6 білий король · b5 чорний пішак · b4 чорний король · d3 біла тура · a2 білий ферзь · b1 чорна тура · c1 чорний слон | c6 білий король · b5 чорний пішак · b4 чорний король · d3 біла тура · a2 білий ферзь · b1 чорна тура · c1 чорний слон | 6 |
| 5 | c6 білий король · b5 чорний пішак · b4 чорний король · d3 біла тура · a2 білий ферзь · b1 чорна тура · c1 чорний слон | c6 білий король · b5 чорний пішак · b4 чорний король · d3 біла тура · a2 білий ферзь · b1 чорна тура · c1 чорний слон | c6 білий король · b5 чорний пішак · b4 чорний король · d3 біла тура · a2 білий ферзь · b1 чорна тура · c1 чорний слон | c6 білий король · b5 чорний пішак · b4 чорний король · d3 біла тура · a2 білий ферзь · b1 чорна тура · c1 чорний слон | c6 білий король · b5 чорний пішак · b4 чорний король · d3 біла тура · a2 білий ферзь · b1 чорна тура · c1 чорний слон | c6 білий король · b5 чорний пішак · b4 чорний король · d3 біла тура · a2 білий ферзь · b1 чорна тура · c1 чорний слон | c6 білий король · b5 чорний пішак · b4 чорний король · d3 біла тура · a2 білий ферзь · b1 чорна тура · c1 чорний слон | c6 білий король · b5 чорний пішак · b4 чорний король · d3 біла тура · a2 білий ферзь · b1 чорна тура · c1 чорний слон | 5 |
| 4 | c6 білий король · b5 чорний пішак · b4 чорний король · d3 біла тура · a2 білий ферзь · b1 чорна тура · c1 чорний слон | c6 білий король · b5 чорний пішак · b4 чорний король · d3 біла тура · a2 білий ферзь · b1 чорна тура · c1 чорний слон | c6 білий король · b5 чорний пішак · b4 чорний король · d3 біла тура · a2 білий ферзь · b1 чорна тура · c1 чорний слон | c6 білий король · b5 чорний пішак · b4 чорний король · d3 біла тура · a2 білий ферзь · b1 чорна тура · c1 чорний слон | c6 білий король · b5 чорний пішак · b4 чорний король · d3 біла тура · a2 білий ферзь · b1 чорна тура · c1 чорний слон | c6 білий король · b5 чорний пішак · b4 чорний король · d3 біла тура · a2 білий ферзь · b1 чорна тура · c1 чорний слон | c6 білий король · b5 чорний пішак · b4 чорний король · d3 біла тура · a2 білий ферзь · b1 чорна тура · c1 чорний слон | c6 білий король · b5 чорний пішак · b4 чорний король · d3 біла тура · a2 білий ферзь · b1 чорна тура · c1 чорний слон | 4 |
| 3 | c6 білий король · b5 чорний пішак · b4 чорний король · d3 біла тура · a2 білий ферзь · b1 чорна тура · c1 чорний слон | c6 білий король · b5 чорний пішак · b4 чорний король · d3 біла тура · a2 білий ферзь · b1 чорна тура · c1 чорний слон | c6 білий король · b5 чорний пішак · b4 чорний король · d3 біла тура · a2 білий ферзь · b1 чорна тура · c1 чорний слон | c6 білий король · b5 чорний пішак · b4 чорний король · d3 біла тура · a2 білий ферзь · b1 чорна тура · c1 чорний слон | c6 білий король · b5 чорний пішак · b4 чорний король · d3 біла тура · a2 білий ферзь · b1 чорна тура · c1 чорний слон | c6 білий король · b5 чорний пішак · b4 чорний король · d3 біла тура · a2 білий ферзь · b1 чорна тура · c1 чорний слон | c6 білий король · b5 чорний пішак · b4 чорний король · d3 біла тура · a2 білий ферзь · b1 чорна тура · c1 чорний слон | c6 білий король · b5 чорний пішак · b4 чорний король · d3 біла тура · a2 білий ферзь · b1 чорна тура · c1 чорний слон | 3 |
| 2 | c6 білий король · b5 чорний пішак · b4 чорний король · d3 біла тура · a2 білий ферзь · b1 чорна тура · c1 чорний слон | c6 білий король · b5 чорний пішак · b4 чорний король · d3 біла тура · a2 білий ферзь · b1 чорна тура · c1 чорний слон | c6 білий король · b5 чорний пішак · b4 чорний король · d3 біла тура · a2 білий ферзь · b1 чорна тура · c1 чорний слон | c6 білий король · b5 чорний пішак · b4 чорний король · d3 біла тура · a2 білий ферзь · b1 чорна тура · c1 чорний слон | c6 білий король · b5 чорний пішак · b4 чорний король · d3 біла тура · a2 білий ферзь · b1 чорна тура · c1 чорний слон | c6 білий король · b5 чорний пішак · b4 чорний король · d3 біла тура · a2 білий ферзь · b1 чорна тура · c1 чорний слон | c6 білий король · b5 чорний пішак · b4 чорний король · d3 біла тура · a2 білий ферзь · b1 чорна тура · c1 чорний слон | c6 білий король · b5 чорний пішак · b4 чорний король · d3 біла тура · a2 білий ферзь · b1 чорна тура · c1 чорний слон | 2 |
| 1 | c6 білий король · b5 чорний пішак · b4 чорний король · d3 біла тура · a2 білий ферзь · b1 чорна тура · c1 чорний слон | c6 білий король · b5 чорний пішак · b4 чорний король · d3 біла тура · a2 білий ферзь · b1 чорна тура · c1 чорний слон | c6 білий король · b5 чорний пішак · b4 чорний король · d3 біла тура · a2 білий ферзь · b1 чорна тура · c1 чорний слон | c6 білий король · b5 чорний пішак · b4 чорний король · d3 біла тура · a2 білий ферзь · b1 чорна тура · c1 чорний слон | c6 білий король · b5 чорний пішак · b4 чорний король · d3 біла тура · a2 білий ферзь · b1 чорна тура · c1 чорний слон | c6 білий король · b5 чорний пішак · b4 чорний король · d3 біла тура · a2 білий ферзь · b1 чорна тура · c1 чорний слон | c6 білий король · b5 чорний пішак · b4 чорний король · d3 біла тура · a2 білий ферзь · b1 чорна тура · c1 чорний слон | c6 білий король · b5 чорний пішак · b4 чорний король · d3 біла тура · a2 білий ферзь · b1 чорна тура · c1 чорний слон | 1 |
|   | a | b | c | d | e | f | g | h |   |

1. Kd5! Zz
1. … T~    2. Tb3 # A
1. … Tb2! 2. Da3 # B
1. … L~    2. Da3 # B
1. … Lb2! 2. Tb3 # A
перекриття Грімшоу, тема Флоріана-1. Єдина відома мініатюра з таким синтезом.
|   | a | b | c | d | e | f | g | h |   |
| 8 | a8 білий слон · d8 біла тура · a7 чорний пішак · b7 чорна тура · f7 чорний пішак · a6 чорний пішак · c6 чорний король · a5 білий пішак · c5 чорний кінь · d5 чорний пішак · e5 чорний пішак · c4 чорний пішак · d4 чорний пішак · e4 білий кінь · d1 білий король | a8 білий слон · d8 біла тура · a7 чорний пішак · b7 чорна тура · f7 чорний пішак · a6 чорний пішак · c6 чорний король · a5 білий пішак · c5 чорний кінь · d5 чорний пішак · e5 чорний пішак · c4 чорний пішак · d4 чорний пішак · e4 білий кінь · d1 білий король | a8 білий слон · d8 біла тура · a7 чорний пішак · b7 чорна тура · f7 чорний пішак · a6 чорний пішак · c6 чорний король · a5 білий пішак · c5 чорний кінь · d5 чорний пішак · e5 чорний пішак · c4 чорний пішак · d4 чорний пішак · e4 білий кінь · d1 білий король | a8 білий слон · d8 біла тура · a7 чорний пішак · b7 чорна тура · f7 чорний пішак · a6 чорний пішак · c6 чорний король · a5 білий пішак · c5 чорний кінь · d5 чорний пішак · e5 чорний пішак · c4 чорний пішак · d4 чорний пішак · e4 білий кінь · d1 білий король | a8 білий слон · d8 біла тура · a7 чорний пішак · b7 чорна тура · f7 чорний пішак · a6 чорний пішак · c6 чорний король · a5 білий пішак · c5 чорний кінь · d5 чорний пішак · e5 чорний пішак · c4 чорний пішак · d4 чорний пішак · e4 білий кінь · d1 білий король | a8 білий слон · d8 біла тура · a7 чорний пішак · b7 чорна тура · f7 чорний пішак · a6 чорний пішак · c6 чорний король · a5 білий пішак · c5 чорний кінь · d5 чорний пішак · e5 чорний пішак · c4 чорний пішак · d4 чорний пішак · e4 білий кінь · d1 білий король | a8 білий слон · d8 біла тура · a7 чорний пішак · b7 чорна тура · f7 чорний пішак · a6 чорний пішак · c6 чорний король · a5 білий пішак · c5 чорний кінь · d5 чорний пішак · e5 чорний пішак · c4 чорний пішак · d4 чорний пішак · e4 білий кінь · d1 білий король | a8 білий слон · d8 біла тура · a7 чорний пішак · b7 чорна тура · f7 чорний пішак · a6 чорний пішак · c6 чорний король · a5 білий пішак · c5 чорний кінь · d5 чорний пішак · e5 чорний пішак · c4 чорний пішак · d4 чорний пішак · e4 білий кінь · d1 білий король | 8 |
| 7 | a8 білий слон · d8 біла тура · a7 чорний пішак · b7 чорна тура · f7 чорний пішак · a6 чорний пішак · c6 чорний король · a5 білий пішак · c5 чорний кінь · d5 чорний пішак · e5 чорний пішак · c4 чорний пішак · d4 чорний пішак · e4 білий кінь · d1 білий король | a8 білий слон · d8 біла тура · a7 чорний пішак · b7 чорна тура · f7 чорний пішак · a6 чорний пішак · c6 чорний король · a5 білий пішак · c5 чорний кінь · d5 чорний пішак · e5 чорний пішак · c4 чорний пішак · d4 чорний пішак · e4 білий кінь · d1 білий король | a8 білий слон · d8 біла тура · a7 чорний пішак · b7 чорна тура · f7 чорний пішак · a6 чорний пішак · c6 чорний король · a5 білий пішак · c5 чорний кінь · d5 чорний пішак · e5 чорний пішак · c4 чорний пішак · d4 чорний пішак · e4 білий кінь · d1 білий король | a8 білий слон · d8 біла тура · a7 чорний пішак · b7 чорна тура · f7 чорний пішак · a6 чорний пішак · c6 чорний король · a5 білий пішак · c5 чорний кінь · d5 чорний пішак · e5 чорний пішак · c4 чорний пішак · d4 чорний пішак · e4 білий кінь · d1 білий король | a8 білий слон · d8 біла тура · a7 чорний пішак · b7 чорна тура · f7 чорний пішак · a6 чорний пішак · c6 чорний король · a5 білий пішак · c5 чорний кінь · d5 чорний пішак · e5 чорний пішак · c4 чорний пішак · d4 чорний пішак · e4 білий кінь · d1 білий король | a8 білий слон · d8 біла тура · a7 чорний пішак · b7 чорна тура · f7 чорний пішак · a6 чорний пішак · c6 чорний король · a5 білий пішак · c5 чорний кінь · d5 чорний пішак · e5 чорний пішак · c4 чорний пішак · d4 чорний пішак · e4 білий кінь · d1 білий король | a8 білий слон · d8 біла тура · a7 чорний пішак · b7 чорна тура · f7 чорний пішак · a6 чорний пішак · c6 чорний король · a5 білий пішак · c5 чорний кінь · d5 чорний пішак · e5 чорний пішак · c4 чорний пішак · d4 чорний пішак · e4 білий кінь · d1 білий король | a8 білий слон · d8 біла тура · a7 чорний пішак · b7 чорна тура · f7 чорний пішак · a6 чорний пішак · c6 чорний король · a5 білий пішак · c5 чорний кінь · d5 чорний пішак · e5 чорний пішак · c4 чорний пішак · d4 чорний пішак · e4 білий кінь · d1 білий король | 7 |
| 6 | a8 білий слон · d8 біла тура · a7 чорний пішак · b7 чорна тура · f7 чорний пішак · a6 чорний пішак · c6 чорний король · a5 білий пішак · c5 чорний кінь · d5 чорний пішак · e5 чорний пішак · c4 чорний пішак · d4 чорний пішак · e4 білий кінь · d1 білий король | a8 білий слон · d8 біла тура · a7 чорний пішак · b7 чорна тура · f7 чорний пішак · a6 чорний пішак · c6 чорний король · a5 білий пішак · c5 чорний кінь · d5 чорний пішак · e5 чорний пішак · c4 чорний пішак · d4 чорний пішак · e4 білий кінь · d1 білий король | a8 білий слон · d8 біла тура · a7 чорний пішак · b7 чорна тура · f7 чорний пішак · a6 чорний пішак · c6 чорний король · a5 білий пішак · c5 чорний кінь · d5 чорний пішак · e5 чорний пішак · c4 чорний пішак · d4 чорний пішак · e4 білий кінь · d1 білий король | a8 білий слон · d8 біла тура · a7 чорний пішак · b7 чорна тура · f7 чорний пішак · a6 чорний пішак · c6 чорний король · a5 білий пішак · c5 чорний кінь · d5 чорний пішак · e5 чорний пішак · c4 чорний пішак · d4 чорний пішак · e4 білий кінь · d1 білий король | a8 білий слон · d8 біла тура · a7 чорний пішак · b7 чорна тура · f7 чорний пішак · a6 чорний пішак · c6 чорний король · a5 білий пішак · c5 чорний кінь · d5 чорний пішак · e5 чорний пішак · c4 чорний пішак · d4 чорний пішак · e4 білий кінь · d1 білий король | a8 білий слон · d8 біла тура · a7 чорний пішак · b7 чорна тура · f7 чорний пішак · a6 чорний пішак · c6 чорний король · a5 білий пішак · c5 чорний кінь · d5 чорний пішак · e5 чорний пішак · c4 чорний пішак · d4 чорний пішак · e4 білий кінь · d1 білий король | a8 білий слон · d8 біла тура · a7 чорний пішак · b7 чорна тура · f7 чорний пішак · a6 чорний пішак · c6 чорний король · a5 білий пішак · c5 чорний кінь · d5 чорний пішак · e5 чорний пішак · c4 чорний пішак · d4 чорний пішак · e4 білий кінь · d1 білий король | a8 білий слон · d8 біла тура · a7 чорний пішак · b7 чорна тура · f7 чорний пішак · a6 чорний пішак · c6 чорний король · a5 білий пішак · c5 чорний кінь · d5 чорний пішак · e5 чорний пішак · c4 чорний пішак · d4 чорний пішак · e4 білий кінь · d1 білий король | 6 |
| 5 | a8 білий слон · d8 біла тура · a7 чорний пішак · b7 чорна тура · f7 чорний пішак · a6 чорний пішак · c6 чорний король · a5 білий пішак · c5 чорний кінь · d5 чорний пішак · e5 чорний пішак · c4 чорний пішак · d4 чорний пішак · e4 білий кінь · d1 білий король | a8 білий слон · d8 біла тура · a7 чорний пішак · b7 чорна тура · f7 чорний пішак · a6 чорний пішак · c6 чорний король · a5 білий пішак · c5 чорний кінь · d5 чорний пішак · e5 чорний пішак · c4 чорний пішак · d4 чорний пішак · e4 білий кінь · d1 білий король | a8 білий слон · d8 біла тура · a7 чорний пішак · b7 чорна тура · f7 чорний пішак · a6 чорний пішак · c6 чорний король · a5 білий пішак · c5 чорний кінь · d5 чорний пішак · e5 чорний пішак · c4 чорний пішак · d4 чорний пішак · e4 білий кінь · d1 білий король | a8 білий слон · d8 біла тура · a7 чорний пішак · b7 чорна тура · f7 чорний пішак · a6 чорний пішак · c6 чорний король · a5 білий пішак · c5 чорний кінь · d5 чорний пішак · e5 чорний пішак · c4 чорний пішак · d4 чорний пішак · e4 білий кінь · d1 білий король | a8 білий слон · d8 біла тура · a7 чорний пішак · b7 чорна тура · f7 чорний пішак · a6 чорний пішак · c6 чорний король · a5 білий пішак · c5 чорний кінь · d5 чорний пішак · e5 чорний пішак · c4 чорний пішак · d4 чорний пішак · e4 білий кінь · d1 білий король | a8 білий слон · d8 біла тура · a7 чорний пішак · b7 чорна тура · f7 чорний пішак · a6 чорний пішак · c6 чорний король · a5 білий пішак · c5 чорний кінь · d5 чорний пішак · e5 чорний пішак · c4 чорний пішак · d4 чорний пішак · e4 білий кінь · d1 білий король | a8 білий слон · d8 біла тура · a7 чорний пішак · b7 чорна тура · f7 чорний пішак · a6 чорний пішак · c6 чорний король · a5 білий пішак · c5 чорний кінь · d5 чорний пішак · e5 чорний пішак · c4 чорний пішак · d4 чорний пішак · e4 білий кінь · d1 білий король | a8 білий слон · d8 біла тура · a7 чорний пішак · b7 чорна тура · f7 чорний пішак · a6 чорний пішак · c6 чорний король · a5 білий пішак · c5 чорний кінь · d5 чорний пішак · e5 чорний пішак · c4 чорний пішак · d4 чорний пішак · e4 білий кінь · d1 білий король | 5 |
| 4 | a8 білий слон · d8 біла тура · a7 чорний пішак · b7 чорна тура · f7 чорний пішак · a6 чорний пішак · c6 чорний король · a5 білий пішак · c5 чорний кінь · d5 чорний пішак · e5 чорний пішак · c4 чорний пішак · d4 чорний пішак · e4 білий кінь · d1 білий король | a8 білий слон · d8 біла тура · a7 чорний пішак · b7 чорна тура · f7 чорний пішак · a6 чорний пішак · c6 чорний король · a5 білий пішак · c5 чорний кінь · d5 чорний пішак · e5 чорний пішак · c4 чорний пішак · d4 чорний пішак · e4 білий кінь · d1 білий король | a8 білий слон · d8 біла тура · a7 чорний пішак · b7 чорна тура · f7 чорний пішак · a6 чорний пішак · c6 чорний король · a5 білий пішак · c5 чорний кінь · d5 чорний пішак · e5 чорний пішак · c4 чорний пішак · d4 чорний пішак · e4 білий кінь · d1 білий король | a8 білий слон · d8 біла тура · a7 чорний пішак · b7 чорна тура · f7 чорний пішак · a6 чорний пішак · c6 чорний король · a5 білий пішак · c5 чорний кінь · d5 чорний пішак · e5 чорний пішак · c4 чорний пішак · d4 чорний пішак · e4 білий кінь · d1 білий король | a8 білий слон · d8 біла тура · a7 чорний пішак · b7 чорна тура · f7 чорний пішак · a6 чорний пішак · c6 чорний король · a5 білий пішак · c5 чорний кінь · d5 чорний пішак · e5 чорний пішак · c4 чорний пішак · d4 чорний пішак · e4 білий кінь · d1 білий король | a8 білий слон · d8 біла тура · a7 чорний пішак · b7 чорна тура · f7 чорний пішак · a6 чорний пішак · c6 чорний король · a5 білий пішак · c5 чорний кінь · d5 чорний пішак · e5 чорний пішак · c4 чорний пішак · d4 чорний пішак · e4 білий кінь · d1 білий король | a8 білий слон · d8 біла тура · a7 чорний пішак · b7 чорна тура · f7 чорний пішак · a6 чорний пішак · c6 чорний король · a5 білий пішак · c5 чорний кінь · d5 чорний пішак · e5 чорний пішак · c4 чорний пішак · d4 чорний пішак · e4 білий кінь · d1 білий король | a8 білий слон · d8 біла тура · a7 чорний пішак · b7 чорна тура · f7 чорний пішак · a6 чорний пішак · c6 чорний король · a5 білий пішак · c5 чорний кінь · d5 чорний пішак · e5 чорний пішак · c4 чорний пішак · d4 чорний пішак · e4 білий кінь · d1 білий король | 4 |
| 3 | a8 білий слон · d8 біла тура · a7 чорний пішак · b7 чорна тура · f7 чорний пішак · a6 чорний пішак · c6 чорний король · a5 білий пішак · c5 чорний кінь · d5 чорний пішак · e5 чорний пішак · c4 чорний пішак · d4 чорний пішак · e4 білий кінь · d1 білий король | a8 білий слон · d8 біла тура · a7 чорний пішак · b7 чорна тура · f7 чорний пішак · a6 чорний пішак · c6 чорний король · a5 білий пішак · c5 чорний кінь · d5 чорний пішак · e5 чорний пішак · c4 чорний пішак · d4 чорний пішак · e4 білий кінь · d1 білий король | a8 білий слон · d8 біла тура · a7 чорний пішак · b7 чорна тура · f7 чорний пішак · a6 чорний пішак · c6 чорний король · a5 білий пішак · c5 чорний кінь · d5 чорний пішак · e5 чорний пішак · c4 чорний пішак · d4 чорний пішак · e4 білий кінь · d1 білий король | a8 білий слон · d8 біла тура · a7 чорний пішак · b7 чорна тура · f7 чорний пішак · a6 чорний пішак · c6 чорний король · a5 білий пішак · c5 чорний кінь · d5 чорний пішак · e5 чорний пішак · c4 чорний пішак · d4 чорний пішак · e4 білий кінь · d1 білий король | a8 білий слон · d8 біла тура · a7 чорний пішак · b7 чорна тура · f7 чорний пішак · a6 чорний пішак · c6 чорний король · a5 білий пішак · c5 чорний кінь · d5 чорний пішак · e5 чорний пішак · c4 чорний пішак · d4 чорний пішак · e4 білий кінь · d1 білий король | a8 білий слон · d8 біла тура · a7 чорний пішак · b7 чорна тура · f7 чорний пішак · a6 чорний пішак · c6 чорний король · a5 білий пішак · c5 чорний кінь · d5 чорний пішак · e5 чорний пішак · c4 чорний пішак · d4 чорний пішак · e4 білий кінь · d1 білий король | a8 білий слон · d8 біла тура · a7 чорний пішак · b7 чорна тура · f7 чорний пішак · a6 чорний пішак · c6 чорний король · a5 білий пішак · c5 чорний кінь · d5 чорний пішак · e5 чорний пішак · c4 чорний пішак · d4 чорний пішак · e4 білий кінь · d1 білий король | a8 білий слон · d8 біла тура · a7 чорний пішак · b7 чорна тура · f7 чорний пішак · a6 чорний пішак · c6 чорний король · a5 білий пішак · c5 чорний кінь · d5 чорний пішак · e5 чорний пішак · c4 чорний пішак · d4 чорний пішак · e4 білий кінь · d1 білий король | 3 |
| 2 | a8 білий слон · d8 біла тура · a7 чорний пішак · b7 чорна тура · f7 чорний пішак · a6 чорний пішак · c6 чорний король · a5 білий пішак · c5 чорний кінь · d5 чорний пішак · e5 чорний пішак · c4 чорний пішак · d4 чорний пішак · e4 білий кінь · d1 білий король | a8 білий слон · d8 біла тура · a7 чорний пішак · b7 чорна тура · f7 чорний пішак · a6 чорний пішак · c6 чорний король · a5 білий пішак · c5 чорний кінь · d5 чорний пішак · e5 чорний пішак · c4 чорний пішак · d4 чорний пішак · e4 білий кінь · d1 білий король | a8 білий слон · d8 біла тура · a7 чорний пішак · b7 чорна тура · f7 чорний пішак · a6 чорний пішак · c6 чорний король · a5 білий пішак · c5 чорний кінь · d5 чорний пішак · e5 чорний пішак · c4 чорний пішак · d4 чорний пішак · e4 білий кінь · d1 білий король | a8 білий слон · d8 біла тура · a7 чорний пішак · b7 чорна тура · f7 чорний пішак · a6 чорний пішак · c6 чорний король · a5 білий пішак · c5 чорний кінь · d5 чорний пішак · e5 чорний пішак · c4 чорний пішак · d4 чорний пішак · e4 білий кінь · d1 білий король | a8 білий слон · d8 біла тура · a7 чорний пішак · b7 чорна тура · f7 чорний пішак · a6 чорний пішак · c6 чорний король · a5 білий пішак · c5 чорний кінь · d5 чорний пішак · e5 чорний пішак · c4 чорний пішак · d4 чорний пішак · e4 білий кінь · d1 білий король | a8 білий слон · d8 біла тура · a7 чорний пішак · b7 чорна тура · f7 чорний пішак · a6 чорний пішак · c6 чорний король · a5 білий пішак · c5 чорний кінь · d5 чорний пішак · e5 чорний пішак · c4 чорний пішак · d4 чорний пішак · e4 білий кінь · d1 білий король | a8 білий слон · d8 біла тура · a7 чорний пішак · b7 чорна тура · f7 чорний пішак · a6 чорний пішак · c6 чорний король · a5 білий пішак · c5 чорний кінь · d5 чорний пішак · e5 чорний пішак · c4 чорний пішак · d4 чорний пішак · e4 білий кінь · d1 білий король | a8 білий слон · d8 біла тура · a7 чорний пішак · b7 чорна тура · f7 чорний пішак · a6 чорний пішак · c6 чорний король · a5 білий пішак · c5 чорний кінь · d5 чорний пішак · e5 чорний пішак · c4 чорний пішак · d4 чорний пішак · e4 білий кінь · d1 білий король | 2 |
| 1 | a8 білий слон · d8 біла тура · a7 чорний пішак · b7 чорна тура · f7 чорний пішак · a6 чорний пішак · c6 чорний король · a5 білий пішак · c5 чорний кінь · d5 чорний пішак · e5 чорний пішак · c4 чорний пішак · d4 чорний пішак · e4 білий кінь · d1 білий король | a8 білий слон · d8 біла тура · a7 чорний пішак · b7 чорна тура · f7 чорний пішак · a6 чорний пішак · c6 чорний король · a5 білий пішак · c5 чорний кінь · d5 чорний пішак · e5 чорний пішак · c4 чорний пішак · d4 чорний пішак · e4 білий кінь · d1 білий король | a8 білий слон · d8 біла тура · a7 чорний пішак · b7 чорна тура · f7 чорний пішак · a6 чорний пішак · c6 чорний король · a5 білий пішак · c5 чорний кінь · d5 чорний пішак · e5 чорний пішак · c4 чорний пішак · d4 чорний пішак · e4 білий кінь · d1 білий король | a8 білий слон · d8 біла тура · a7 чорний пішак · b7 чорна тура · f7 чорний пішак · a6 чорний пішак · c6 чорний король · a5 білий пішак · c5 чорний кінь · d5 чорний пішак · e5 чорний пішак · c4 чорний пішак · d4 чорний пішак · e4 білий кінь · d1 білий король | a8 білий слон · d8 біла тура · a7 чорний пішак · b7 чорна тура · f7 чорний пішак · a6 чорний пішак · c6 чорний король · a5 білий пішак · c5 чорний кінь · d5 чорний пішак · e5 чорний пішак · c4 чорний пішак · d4 чорний пішак · e4 білий кінь · d1 білий король | a8 білий слон · d8 біла тура · a7 чорний пішак · b7 чорна тура · f7 чорний пішак · a6 чорний пішак · c6 чорний король · a5 білий пішак · c5 чорний кінь · d5 чорний пішак · e5 чорний пішак · c4 чорний пішак · d4 чорний пішак · e4 білий кінь · d1 білий король | a8 білий слон · d8 біла тура · a7 чорний пішак · b7 чорна тура · f7 чорний пішак · a6 чорний пішак · c6 чорний король · a5 білий пішак · c5 чорний кінь · d5 чорний пішак · e5 чорний пішак · c4 чорний пішак · d4 чорний пішак · e4 білий кінь · d1 білий король | a8 білий слон · d8 біла тура · a7 чорний пішак · b7 чорна тура · f7 чорний пішак · a6 чорний пішак · c6 чорний король · a5 білий пішак · c5 чорний кінь · d5 чорний пішак · e5 чорний пішак · c4 чорний пішак · d4 чорний пішак · e4 білий кінь · d1 білий король | 1 |
|   | a | b | c | d | e | f | g | h |   |

b) c6 → d2, c) c6 → d4

a) 1. Se6 T: d5   A 2. K: d5 L: b7 # B 
b) 1. Tc7 L: b7+ B 2. K: b7 S: c5 # C 
c) 1. Tb4 S: c5   C 2. K: c5 T: d5 # A
В задачі виражено циклічну форму теми Зілахі з активними жертвами білих фігур і циклічне чергування перших і других ходів білих фігур.
|   | a | b | c | d | e | f | g | h |   |
| 8 | a8 білий кінь · f8 білий слон · b7 чорний пішак · g7 білий король · a6 чорний пішак · c6 чорний кінь · e6 чорна тура · a5 чорний пішак · b5 чорний пішак · d5 чорний кінь · f5 біла тура · c4 чорний король · d4 чорний пішак · e4 білий пішак · f4 білий пішак | a8 білий кінь · f8 білий слон · b7 чорний пішак · g7 білий король · a6 чорний пішак · c6 чорний кінь · e6 чорна тура · a5 чорний пішак · b5 чорний пішак · d5 чорний кінь · f5 біла тура · c4 чорний король · d4 чорний пішак · e4 білий пішак · f4 білий пішак | a8 білий кінь · f8 білий слон · b7 чорний пішак · g7 білий король · a6 чорний пішак · c6 чорний кінь · e6 чорна тура · a5 чорний пішак · b5 чорний пішак · d5 чорний кінь · f5 біла тура · c4 чорний король · d4 чорний пішак · e4 білий пішак · f4 білий пішак | a8 білий кінь · f8 білий слон · b7 чорний пішак · g7 білий король · a6 чорний пішак · c6 чорний кінь · e6 чорна тура · a5 чорний пішак · b5 чорний пішак · d5 чорний кінь · f5 біла тура · c4 чорний король · d4 чорний пішак · e4 білий пішак · f4 білий пішак | a8 білий кінь · f8 білий слон · b7 чорний пішак · g7 білий король · a6 чорний пішак · c6 чорний кінь · e6 чорна тура · a5 чорний пішак · b5 чорний пішак · d5 чорний кінь · f5 біла тура · c4 чорний король · d4 чорний пішак · e4 білий пішак · f4 білий пішак | a8 білий кінь · f8 білий слон · b7 чорний пішак · g7 білий король · a6 чорний пішак · c6 чорний кінь · e6 чорна тура · a5 чорний пішак · b5 чорний пішак · d5 чорний кінь · f5 біла тура · c4 чорний король · d4 чорний пішак · e4 білий пішак · f4 білий пішак | a8 білий кінь · f8 білий слон · b7 чорний пішак · g7 білий король · a6 чорний пішак · c6 чорний кінь · e6 чорна тура · a5 чорний пішак · b5 чорний пішак · d5 чорний кінь · f5 біла тура · c4 чорний король · d4 чорний пішак · e4 білий пішак · f4 білий пішак | a8 білий кінь · f8 білий слон · b7 чорний пішак · g7 білий король · a6 чорний пішак · c6 чорний кінь · e6 чорна тура · a5 чорний пішак · b5 чорний пішак · d5 чорний кінь · f5 біла тура · c4 чорний король · d4 чорний пішак · e4 білий пішак · f4 білий пішак | 8 |
| 7 | a8 білий кінь · f8 білий слон · b7 чорний пішак · g7 білий король · a6 чорний пішак · c6 чорний кінь · e6 чорна тура · a5 чорний пішак · b5 чорний пішак · d5 чорний кінь · f5 біла тура · c4 чорний король · d4 чорний пішак · e4 білий пішак · f4 білий пішак | a8 білий кінь · f8 білий слон · b7 чорний пішак · g7 білий король · a6 чорний пішак · c6 чорний кінь · e6 чорна тура · a5 чорний пішак · b5 чорний пішак · d5 чорний кінь · f5 біла тура · c4 чорний король · d4 чорний пішак · e4 білий пішак · f4 білий пішак | a8 білий кінь · f8 білий слон · b7 чорний пішак · g7 білий король · a6 чорний пішак · c6 чорний кінь · e6 чорна тура · a5 чорний пішак · b5 чорний пішак · d5 чорний кінь · f5 біла тура · c4 чорний король · d4 чорний пішак · e4 білий пішак · f4 білий пішак | a8 білий кінь · f8 білий слон · b7 чорний пішак · g7 білий король · a6 чорний пішак · c6 чорний кінь · e6 чорна тура · a5 чорний пішак · b5 чорний пішак · d5 чорний кінь · f5 біла тура · c4 чорний король · d4 чорний пішак · e4 білий пішак · f4 білий пішак | a8 білий кінь · f8 білий слон · b7 чорний пішак · g7 білий король · a6 чорний пішак · c6 чорний кінь · e6 чорна тура · a5 чорний пішак · b5 чорний пішак · d5 чорний кінь · f5 біла тура · c4 чорний король · d4 чорний пішак · e4 білий пішак · f4 білий пішак | a8 білий кінь · f8 білий слон · b7 чорний пішак · g7 білий король · a6 чорний пішак · c6 чорний кінь · e6 чорна тура · a5 чорний пішак · b5 чорний пішак · d5 чорний кінь · f5 біла тура · c4 чорний король · d4 чорний пішак · e4 білий пішак · f4 білий пішак | a8 білий кінь · f8 білий слон · b7 чорний пішак · g7 білий король · a6 чорний пішак · c6 чорний кінь · e6 чорна тура · a5 чорний пішак · b5 чорний пішак · d5 чорний кінь · f5 біла тура · c4 чорний король · d4 чорний пішак · e4 білий пішак · f4 білий пішак | a8 білий кінь · f8 білий слон · b7 чорний пішак · g7 білий король · a6 чорний пішак · c6 чорний кінь · e6 чорна тура · a5 чорний пішак · b5 чорний пішак · d5 чорний кінь · f5 біла тура · c4 чорний король · d4 чорний пішак · e4 білий пішак · f4 білий пішак | 7 |
| 6 | a8 білий кінь · f8 білий слон · b7 чорний пішак · g7 білий король · a6 чорний пішак · c6 чорний кінь · e6 чорна тура · a5 чорний пішак · b5 чорний пішак · d5 чорний кінь · f5 біла тура · c4 чорний король · d4 чорний пішак · e4 білий пішак · f4 білий пішак | a8 білий кінь · f8 білий слон · b7 чорний пішак · g7 білий король · a6 чорний пішак · c6 чорний кінь · e6 чорна тура · a5 чорний пішак · b5 чорний пішак · d5 чорний кінь · f5 біла тура · c4 чорний король · d4 чорний пішак · e4 білий пішак · f4 білий пішак | a8 білий кінь · f8 білий слон · b7 чорний пішак · g7 білий король · a6 чорний пішак · c6 чорний кінь · e6 чорна тура · a5 чорний пішак · b5 чорний пішак · d5 чорний кінь · f5 біла тура · c4 чорний король · d4 чорний пішак · e4 білий пішак · f4 білий пішак | a8 білий кінь · f8 білий слон · b7 чорний пішак · g7 білий король · a6 чорний пішак · c6 чорний кінь · e6 чорна тура · a5 чорний пішак · b5 чорний пішак · d5 чорний кінь · f5 біла тура · c4 чорний король · d4 чорний пішак · e4 білий пішак · f4 білий пішак | a8 білий кінь · f8 білий слон · b7 чорний пішак · g7 білий король · a6 чорний пішак · c6 чорний кінь · e6 чорна тура · a5 чорний пішак · b5 чорний пішак · d5 чорний кінь · f5 біла тура · c4 чорний король · d4 чорний пішак · e4 білий пішак · f4 білий пішак | a8 білий кінь · f8 білий слон · b7 чорний пішак · g7 білий король · a6 чорний пішак · c6 чорний кінь · e6 чорна тура · a5 чорний пішак · b5 чорний пішак · d5 чорний кінь · f5 біла тура · c4 чорний король · d4 чорний пішак · e4 білий пішак · f4 білий пішак | a8 білий кінь · f8 білий слон · b7 чорний пішак · g7 білий король · a6 чорний пішак · c6 чорний кінь · e6 чорна тура · a5 чорний пішак · b5 чорний пішак · d5 чорний кінь · f5 біла тура · c4 чорний король · d4 чорний пішак · e4 білий пішак · f4 білий пішак | a8 білий кінь · f8 білий слон · b7 чорний пішак · g7 білий король · a6 чорний пішак · c6 чорний кінь · e6 чорна тура · a5 чорний пішак · b5 чорний пішак · d5 чорний кінь · f5 біла тура · c4 чорний король · d4 чорний пішак · e4 білий пішак · f4 білий пішак | 6 |
| 5 | a8 білий кінь · f8 білий слон · b7 чорний пішак · g7 білий король · a6 чорний пішак · c6 чорний кінь · e6 чорна тура · a5 чорний пішак · b5 чорний пішак · d5 чорний кінь · f5 біла тура · c4 чорний король · d4 чорний пішак · e4 білий пішак · f4 білий пішак | a8 білий кінь · f8 білий слон · b7 чорний пішак · g7 білий король · a6 чорний пішак · c6 чорний кінь · e6 чорна тура · a5 чорний пішак · b5 чорний пішак · d5 чорний кінь · f5 біла тура · c4 чорний король · d4 чорний пішак · e4 білий пішак · f4 білий пішак | a8 білий кінь · f8 білий слон · b7 чорний пішак · g7 білий король · a6 чорний пішак · c6 чорний кінь · e6 чорна тура · a5 чорний пішак · b5 чорний пішак · d5 чорний кінь · f5 біла тура · c4 чорний король · d4 чорний пішак · e4 білий пішак · f4 білий пішак | a8 білий кінь · f8 білий слон · b7 чорний пішак · g7 білий король · a6 чорний пішак · c6 чорний кінь · e6 чорна тура · a5 чорний пішак · b5 чорний пішак · d5 чорний кінь · f5 біла тура · c4 чорний король · d4 чорний пішак · e4 білий пішак · f4 білий пішак | a8 білий кінь · f8 білий слон · b7 чорний пішак · g7 білий король · a6 чорний пішак · c6 чорний кінь · e6 чорна тура · a5 чорний пішак · b5 чорний пішак · d5 чорний кінь · f5 біла тура · c4 чорний король · d4 чорний пішак · e4 білий пішак · f4 білий пішак | a8 білий кінь · f8 білий слон · b7 чорний пішак · g7 білий король · a6 чорний пішак · c6 чорний кінь · e6 чорна тура · a5 чорний пішак · b5 чорний пішак · d5 чорний кінь · f5 біла тура · c4 чорний король · d4 чорний пішак · e4 білий пішак · f4 білий пішак | a8 білий кінь · f8 білий слон · b7 чорний пішак · g7 білий король · a6 чорний пішак · c6 чорний кінь · e6 чорна тура · a5 чорний пішак · b5 чорний пішак · d5 чорний кінь · f5 біла тура · c4 чорний король · d4 чорний пішак · e4 білий пішак · f4 білий пішак | a8 білий кінь · f8 білий слон · b7 чорний пішак · g7 білий король · a6 чорний пішак · c6 чорний кінь · e6 чорна тура · a5 чорний пішак · b5 чорний пішак · d5 чорний кінь · f5 біла тура · c4 чорний король · d4 чорний пішак · e4 білий пішак · f4 білий пішак | 5 |
| 4 | a8 білий кінь · f8 білий слон · b7 чорний пішак · g7 білий король · a6 чорний пішак · c6 чорний кінь · e6 чорна тура · a5 чорний пішак · b5 чорний пішак · d5 чорний кінь · f5 біла тура · c4 чорний король · d4 чорний пішак · e4 білий пішак · f4 білий пішак | a8 білий кінь · f8 білий слон · b7 чорний пішак · g7 білий король · a6 чорний пішак · c6 чорний кінь · e6 чорна тура · a5 чорний пішак · b5 чорний пішак · d5 чорний кінь · f5 біла тура · c4 чорний король · d4 чорний пішак · e4 білий пішак · f4 білий пішак | a8 білий кінь · f8 білий слон · b7 чорний пішак · g7 білий король · a6 чорний пішак · c6 чорний кінь · e6 чорна тура · a5 чорний пішак · b5 чорний пішак · d5 чорний кінь · f5 біла тура · c4 чорний король · d4 чорний пішак · e4 білий пішак · f4 білий пішак | a8 білий кінь · f8 білий слон · b7 чорний пішак · g7 білий король · a6 чорний пішак · c6 чорний кінь · e6 чорна тура · a5 чорний пішак · b5 чорний пішак · d5 чорний кінь · f5 біла тура · c4 чорний король · d4 чорний пішак · e4 білий пішак · f4 білий пішак | a8 білий кінь · f8 білий слон · b7 чорний пішак · g7 білий король · a6 чорний пішак · c6 чорний кінь · e6 чорна тура · a5 чорний пішак · b5 чорний пішак · d5 чорний кінь · f5 біла тура · c4 чорний король · d4 чорний пішак · e4 білий пішак · f4 білий пішак | a8 білий кінь · f8 білий слон · b7 чорний пішак · g7 білий король · a6 чорний пішак · c6 чорний кінь · e6 чорна тура · a5 чорний пішак · b5 чорний пішак · d5 чорний кінь · f5 біла тура · c4 чорний король · d4 чорний пішак · e4 білий пішак · f4 білий пішак | a8 білий кінь · f8 білий слон · b7 чорний пішак · g7 білий король · a6 чорний пішак · c6 чорний кінь · e6 чорна тура · a5 чорний пішак · b5 чорний пішак · d5 чорний кінь · f5 біла тура · c4 чорний король · d4 чорний пішак · e4 білий пішак · f4 білий пішак | a8 білий кінь · f8 білий слон · b7 чорний пішак · g7 білий король · a6 чорний пішак · c6 чорний кінь · e6 чорна тура · a5 чорний пішак · b5 чорний пішак · d5 чорний кінь · f5 біла тура · c4 чорний король · d4 чорний пішак · e4 білий пішак · f4 білий пішак | 4 |
| 3 | a8 білий кінь · f8 білий слон · b7 чорний пішак · g7 білий король · a6 чорний пішак · c6 чорний кінь · e6 чорна тура · a5 чорний пішак · b5 чорний пішак · d5 чорний кінь · f5 біла тура · c4 чорний король · d4 чорний пішак · e4 білий пішак · f4 білий пішак | a8 білий кінь · f8 білий слон · b7 чорний пішак · g7 білий король · a6 чорний пішак · c6 чорний кінь · e6 чорна тура · a5 чорний пішак · b5 чорний пішак · d5 чорний кінь · f5 біла тура · c4 чорний король · d4 чорний пішак · e4 білий пішак · f4 білий пішак | a8 білий кінь · f8 білий слон · b7 чорний пішак · g7 білий король · a6 чорний пішак · c6 чорний кінь · e6 чорна тура · a5 чорний пішак · b5 чорний пішак · d5 чорний кінь · f5 біла тура · c4 чорний король · d4 чорний пішак · e4 білий пішак · f4 білий пішак | a8 білий кінь · f8 білий слон · b7 чорний пішак · g7 білий король · a6 чорний пішак · c6 чорний кінь · e6 чорна тура · a5 чорний пішак · b5 чорний пішак · d5 чорний кінь · f5 біла тура · c4 чорний король · d4 чорний пішак · e4 білий пішак · f4 білий пішак | a8 білий кінь · f8 білий слон · b7 чорний пішак · g7 білий король · a6 чорний пішак · c6 чорний кінь · e6 чорна тура · a5 чорний пішак · b5 чорний пішак · d5 чорний кінь · f5 біла тура · c4 чорний король · d4 чорний пішак · e4 білий пішак · f4 білий пішак | a8 білий кінь · f8 білий слон · b7 чорний пішак · g7 білий король · a6 чорний пішак · c6 чорний кінь · e6 чорна тура · a5 чорний пішак · b5 чорний пішак · d5 чорний кінь · f5 біла тура · c4 чорний король · d4 чорний пішак · e4 білий пішак · f4 білий пішак | a8 білий кінь · f8 білий слон · b7 чорний пішак · g7 білий король · a6 чорний пішак · c6 чорний кінь · e6 чорна тура · a5 чорний пішак · b5 чорний пішак · d5 чорний кінь · f5 біла тура · c4 чорний король · d4 чорний пішак · e4 білий пішак · f4 білий пішак | a8 білий кінь · f8 білий слон · b7 чорний пішак · g7 білий король · a6 чорний пішак · c6 чорний кінь · e6 чорна тура · a5 чорний пішак · b5 чорний пішак · d5 чорний кінь · f5 біла тура · c4 чорний король · d4 чорний пішак · e4 білий пішак · f4 білий пішак | 3 |
| 2 | a8 білий кінь · f8 білий слон · b7 чорний пішак · g7 білий король · a6 чорний пішак · c6 чорний кінь · e6 чорна тура · a5 чорний пішак · b5 чорний пішак · d5 чорний кінь · f5 біла тура · c4 чорний король · d4 чорний пішак · e4 білий пішак · f4 білий пішак | a8 білий кінь · f8 білий слон · b7 чорний пішак · g7 білий король · a6 чорний пішак · c6 чорний кінь · e6 чорна тура · a5 чорний пішак · b5 чорний пішак · d5 чорний кінь · f5 біла тура · c4 чорний король · d4 чорний пішак · e4 білий пішак · f4 білий пішак | a8 білий кінь · f8 білий слон · b7 чорний пішак · g7 білий король · a6 чорний пішак · c6 чорний кінь · e6 чорна тура · a5 чорний пішак · b5 чорний пішак · d5 чорний кінь · f5 біла тура · c4 чорний король · d4 чорний пішак · e4 білий пішак · f4 білий пішак | a8 білий кінь · f8 білий слон · b7 чорний пішак · g7 білий король · a6 чорний пішак · c6 чорний кінь · e6 чорна тура · a5 чорний пішак · b5 чорний пішак · d5 чорний кінь · f5 біла тура · c4 чорний король · d4 чорний пішак · e4 білий пішак · f4 білий пішак | a8 білий кінь · f8 білий слон · b7 чорний пішак · g7 білий король · a6 чорний пішак · c6 чорний кінь · e6 чорна тура · a5 чорний пішак · b5 чорний пішак · d5 чорний кінь · f5 біла тура · c4 чорний король · d4 чорний пішак · e4 білий пішак · f4 білий пішак | a8 білий кінь · f8 білий слон · b7 чорний пішак · g7 білий король · a6 чорний пішак · c6 чорний кінь · e6 чорна тура · a5 чорний пішак · b5 чорний пішак · d5 чорний кінь · f5 біла тура · c4 чорний король · d4 чорний пішак · e4 білий пішак · f4 білий пішак | a8 білий кінь · f8 білий слон · b7 чорний пішак · g7 білий король · a6 чорний пішак · c6 чорний кінь · e6 чорна тура · a5 чорний пішак · b5 чорний пішак · d5 чорний кінь · f5 біла тура · c4 чорний король · d4 чорний пішак · e4 білий пішак · f4 білий пішак | a8 білий кінь · f8 білий слон · b7 чорний пішак · g7 білий король · a6 чорний пішак · c6 чорний кінь · e6 чорна тура · a5 чорний пішак · b5 чорний пішак · d5 чорний кінь · f5 біла тура · c4 чорний король · d4 чорний пішак · e4 білий пішак · f4 білий пішак | 2 |
| 1 | a8 білий кінь · f8 білий слон · b7 чорний пішак · g7 білий король · a6 чорний пішак · c6 чорний кінь · e6 чорна тура · a5 чорний пішак · b5 чорний пішак · d5 чорний кінь · f5 біла тура · c4 чорний король · d4 чорний пішак · e4 білий пішак · f4 білий пішак | a8 білий кінь · f8 білий слон · b7 чорний пішак · g7 білий король · a6 чорний пішак · c6 чорний кінь · e6 чорна тура · a5 чорний пішак · b5 чорний пішак · d5 чорний кінь · f5 біла тура · c4 чорний король · d4 чорний пішак · e4 білий пішак · f4 білий пішак | a8 білий кінь · f8 білий слон · b7 чорний пішак · g7 білий король · a6 чорний пішак · c6 чорний кінь · e6 чорна тура · a5 чорний пішак · b5 чорний пішак · d5 чорний кінь · f5 біла тура · c4 чорний король · d4 чорний пішак · e4 білий пішак · f4 білий пішак | a8 білий кінь · f8 білий слон · b7 чорний пішак · g7 білий король · a6 чорний пішак · c6 чорний кінь · e6 чорна тура · a5 чорний пішак · b5 чорний пішак · d5 чорний кінь · f5 біла тура · c4 чорний король · d4 чорний пішак · e4 білий пішак · f4 білий пішак | a8 білий кінь · f8 білий слон · b7 чорний пішак · g7 білий король · a6 чорний пішак · c6 чорний кінь · e6 чорна тура · a5 чорний пішак · b5 чорний пішак · d5 чорний кінь · f5 біла тура · c4 чорний король · d4 чорний пішак · e4 білий пішак · f4 білий пішак | a8 білий кінь · f8 білий слон · b7 чорний пішак · g7 білий король · a6 чорний пішак · c6 чорний кінь · e6 чорна тура · a5 чорний пішак · b5 чорний пішак · d5 чорний кінь · f5 біла тура · c4 чорний король · d4 чорний пішак · e4 білий пішак · f4 білий пішак | a8 білий кінь · f8 білий слон · b7 чорний пішак · g7 білий король · a6 чорний пішак · c6 чорний кінь · e6 чорна тура · a5 чорний пішак · b5 чорний пішак · d5 чорний кінь · f5 біла тура · c4 чорний король · d4 чорний пішак · e4 білий пішак · f4 білий пішак | a8 білий кінь · f8 білий слон · b7 чорний пішак · g7 білий король · a6 чорний пішак · c6 чорний кінь · e6 чорна тура · a5 чорний пішак · b5 чорний пішак · d5 чорний кінь · f5 біла тура · c4 чорний король · d4 чорний пішак · e4 білий пішак · f4 білий пішак | 1 |
|   | a | b | c | d | e | f | g | h |   |

b) c4 → a7, c) c4 → d4

a) 1. L: e4 T: d5 A 2. K: d5 Sb6 # B 
b) 1. Sc7 Sb6  B 2. K: b6 Lc5 # C 
c) 1. b4   Lc5+ C 2. K: c5 T: d5 # A
В задачі виражено циклічну форму теми Зілахі з активними жертвами білих фігур і циклічне чергування перших і других ходів білих фігур.
|   | a | b | c | d | e | f | g | h |   |
| 8 | c8 білий кінь · e8 чорна тура · g8 чорний слон · d7 чорний пішак · e7 чорний пішак · g7 білий король · b6 чорний пішак · d6 білий пішак · f6 білий пішак · h6 чорний пішак · b5 біла тура · d5 білий пішак · f5 чорний король · h5 білий пішак · a4 чорна тура · b4 чорний пішак · g4 чорний пішак · h4 білий ферзь · g3 білий пішак · f2 білий пішак · e1 біла тура | c8 білий кінь · e8 чорна тура · g8 чорний слон · d7 чорний пішак · e7 чорний пішак · g7 білий король · b6 чорний пішак · d6 білий пішак · f6 білий пішак · h6 чорний пішак · b5 біла тура · d5 білий пішак · f5 чорний король · h5 білий пішак · a4 чорна тура · b4 чорний пішак · g4 чорний пішак · h4 білий ферзь · g3 білий пішак · f2 білий пішак · e1 біла тура | c8 білий кінь · e8 чорна тура · g8 чорний слон · d7 чорний пішак · e7 чорний пішак · g7 білий король · b6 чорний пішак · d6 білий пішак · f6 білий пішак · h6 чорний пішак · b5 біла тура · d5 білий пішак · f5 чорний король · h5 білий пішак · a4 чорна тура · b4 чорний пішак · g4 чорний пішак · h4 білий ферзь · g3 білий пішак · f2 білий пішак · e1 біла тура | c8 білий кінь · e8 чорна тура · g8 чорний слон · d7 чорний пішак · e7 чорний пішак · g7 білий король · b6 чорний пішак · d6 білий пішак · f6 білий пішак · h6 чорний пішак · b5 біла тура · d5 білий пішак · f5 чорний король · h5 білий пішак · a4 чорна тура · b4 чорний пішак · g4 чорний пішак · h4 білий ферзь · g3 білий пішак · f2 білий пішак · e1 біла тура | c8 білий кінь · e8 чорна тура · g8 чорний слон · d7 чорний пішак · e7 чорний пішак · g7 білий король · b6 чорний пішак · d6 білий пішак · f6 білий пішак · h6 чорний пішак · b5 біла тура · d5 білий пішак · f5 чорний король · h5 білий пішак · a4 чорна тура · b4 чорний пішак · g4 чорний пішак · h4 білий ферзь · g3 білий пішак · f2 білий пішак · e1 біла тура | c8 білий кінь · e8 чорна тура · g8 чорний слон · d7 чорний пішак · e7 чорний пішак · g7 білий король · b6 чорний пішак · d6 білий пішак · f6 білий пішак · h6 чорний пішак · b5 біла тура · d5 білий пішак · f5 чорний король · h5 білий пішак · a4 чорна тура · b4 чорний пішак · g4 чорний пішак · h4 білий ферзь · g3 білий пішак · f2 білий пішак · e1 біла тура | c8 білий кінь · e8 чорна тура · g8 чорний слон · d7 чорний пішак · e7 чорний пішак · g7 білий король · b6 чорний пішак · d6 білий пішак · f6 білий пішак · h6 чорний пішак · b5 біла тура · d5 білий пішак · f5 чорний король · h5 білий пішак · a4 чорна тура · b4 чорний пішак · g4 чорний пішак · h4 білий ферзь · g3 білий пішак · f2 білий пішак · e1 біла тура | c8 білий кінь · e8 чорна тура · g8 чорний слон · d7 чорний пішак · e7 чорний пішак · g7 білий король · b6 чорний пішак · d6 білий пішак · f6 білий пішак · h6 чорний пішак · b5 біла тура · d5 білий пішак · f5 чорний король · h5 білий пішак · a4 чорна тура · b4 чорний пішак · g4 чорний пішак · h4 білий ферзь · g3 білий пішак · f2 білий пішак · e1 біла тура | 8 |
| 7 | c8 білий кінь · e8 чорна тура · g8 чорний слон · d7 чорний пішак · e7 чорний пішак · g7 білий король · b6 чорний пішак · d6 білий пішак · f6 білий пішак · h6 чорний пішак · b5 біла тура · d5 білий пішак · f5 чорний король · h5 білий пішак · a4 чорна тура · b4 чорний пішак · g4 чорний пішак · h4 білий ферзь · g3 білий пішак · f2 білий пішак · e1 біла тура | c8 білий кінь · e8 чорна тура · g8 чорний слон · d7 чорний пішак · e7 чорний пішак · g7 білий король · b6 чорний пішак · d6 білий пішак · f6 білий пішак · h6 чорний пішак · b5 біла тура · d5 білий пішак · f5 чорний король · h5 білий пішак · a4 чорна тура · b4 чорний пішак · g4 чорний пішак · h4 білий ферзь · g3 білий пішак · f2 білий пішак · e1 біла тура | c8 білий кінь · e8 чорна тура · g8 чорний слон · d7 чорний пішак · e7 чорний пішак · g7 білий король · b6 чорний пішак · d6 білий пішак · f6 білий пішак · h6 чорний пішак · b5 біла тура · d5 білий пішак · f5 чорний король · h5 білий пішак · a4 чорна тура · b4 чорний пішак · g4 чорний пішак · h4 білий ферзь · g3 білий пішак · f2 білий пішак · e1 біла тура | c8 білий кінь · e8 чорна тура · g8 чорний слон · d7 чорний пішак · e7 чорний пішак · g7 білий король · b6 чорний пішак · d6 білий пішак · f6 білий пішак · h6 чорний пішак · b5 біла тура · d5 білий пішак · f5 чорний король · h5 білий пішак · a4 чорна тура · b4 чорний пішак · g4 чорний пішак · h4 білий ферзь · g3 білий пішак · f2 білий пішак · e1 біла тура | c8 білий кінь · e8 чорна тура · g8 чорний слон · d7 чорний пішак · e7 чорний пішак · g7 білий король · b6 чорний пішак · d6 білий пішак · f6 білий пішак · h6 чорний пішак · b5 біла тура · d5 білий пішак · f5 чорний король · h5 білий пішак · a4 чорна тура · b4 чорний пішак · g4 чорний пішак · h4 білий ферзь · g3 білий пішак · f2 білий пішак · e1 біла тура | c8 білий кінь · e8 чорна тура · g8 чорний слон · d7 чорний пішак · e7 чорний пішак · g7 білий король · b6 чорний пішак · d6 білий пішак · f6 білий пішак · h6 чорний пішак · b5 біла тура · d5 білий пішак · f5 чорний король · h5 білий пішак · a4 чорна тура · b4 чорний пішак · g4 чорний пішак · h4 білий ферзь · g3 білий пішак · f2 білий пішак · e1 біла тура | c8 білий кінь · e8 чорна тура · g8 чорний слон · d7 чорний пішак · e7 чорний пішак · g7 білий король · b6 чорний пішак · d6 білий пішак · f6 білий пішак · h6 чорний пішак · b5 біла тура · d5 білий пішак · f5 чорний король · h5 білий пішак · a4 чорна тура · b4 чорний пішак · g4 чорний пішак · h4 білий ферзь · g3 білий пішак · f2 білий пішак · e1 біла тура | c8 білий кінь · e8 чорна тура · g8 чорний слон · d7 чорний пішак · e7 чорний пішак · g7 білий король · b6 чорний пішак · d6 білий пішак · f6 білий пішак · h6 чорний пішак · b5 біла тура · d5 білий пішак · f5 чорний король · h5 білий пішак · a4 чорна тура · b4 чорний пішак · g4 чорний пішак · h4 білий ферзь · g3 білий пішак · f2 білий пішак · e1 біла тура | 7 |
| 6 | c8 білий кінь · e8 чорна тура · g8 чорний слон · d7 чорний пішак · e7 чорний пішак · g7 білий король · b6 чорний пішак · d6 білий пішак · f6 білий пішак · h6 чорний пішак · b5 біла тура · d5 білий пішак · f5 чорний король · h5 білий пішак · a4 чорна тура · b4 чорний пішак · g4 чорний пішак · h4 білий ферзь · g3 білий пішак · f2 білий пішак · e1 біла тура | c8 білий кінь · e8 чорна тура · g8 чорний слон · d7 чорний пішак · e7 чорний пішак · g7 білий король · b6 чорний пішак · d6 білий пішак · f6 білий пішак · h6 чорний пішак · b5 біла тура · d5 білий пішак · f5 чорний король · h5 білий пішак · a4 чорна тура · b4 чорний пішак · g4 чорний пішак · h4 білий ферзь · g3 білий пішак · f2 білий пішак · e1 біла тура | c8 білий кінь · e8 чорна тура · g8 чорний слон · d7 чорний пішак · e7 чорний пішак · g7 білий король · b6 чорний пішак · d6 білий пішак · f6 білий пішак · h6 чорний пішак · b5 біла тура · d5 білий пішак · f5 чорний король · h5 білий пішак · a4 чорна тура · b4 чорний пішак · g4 чорний пішак · h4 білий ферзь · g3 білий пішак · f2 білий пішак · e1 біла тура | c8 білий кінь · e8 чорна тура · g8 чорний слон · d7 чорний пішак · e7 чорний пішак · g7 білий король · b6 чорний пішак · d6 білий пішак · f6 білий пішак · h6 чорний пішак · b5 біла тура · d5 білий пішак · f5 чорний король · h5 білий пішак · a4 чорна тура · b4 чорний пішак · g4 чорний пішак · h4 білий ферзь · g3 білий пішак · f2 білий пішак · e1 біла тура | c8 білий кінь · e8 чорна тура · g8 чорний слон · d7 чорний пішак · e7 чорний пішак · g7 білий король · b6 чорний пішак · d6 білий пішак · f6 білий пішак · h6 чорний пішак · b5 біла тура · d5 білий пішак · f5 чорний король · h5 білий пішак · a4 чорна тура · b4 чорний пішак · g4 чорний пішак · h4 білий ферзь · g3 білий пішак · f2 білий пішак · e1 біла тура | c8 білий кінь · e8 чорна тура · g8 чорний слон · d7 чорний пішак · e7 чорний пішак · g7 білий король · b6 чорний пішак · d6 білий пішак · f6 білий пішак · h6 чорний пішак · b5 біла тура · d5 білий пішак · f5 чорний король · h5 білий пішак · a4 чорна тура · b4 чорний пішак · g4 чорний пішак · h4 білий ферзь · g3 білий пішак · f2 білий пішак · e1 біла тура | c8 білий кінь · e8 чорна тура · g8 чорний слон · d7 чорний пішак · e7 чорний пішак · g7 білий король · b6 чорний пішак · d6 білий пішак · f6 білий пішак · h6 чорний пішак · b5 біла тура · d5 білий пішак · f5 чорний король · h5 білий пішак · a4 чорна тура · b4 чорний пішак · g4 чорний пішак · h4 білий ферзь · g3 білий пішак · f2 білий пішак · e1 біла тура | c8 білий кінь · e8 чорна тура · g8 чорний слон · d7 чорний пішак · e7 чорний пішак · g7 білий король · b6 чорний пішак · d6 білий пішак · f6 білий пішак · h6 чорний пішак · b5 біла тура · d5 білий пішак · f5 чорний король · h5 білий пішак · a4 чорна тура · b4 чорний пішак · g4 чорний пішак · h4 білий ферзь · g3 білий пішак · f2 білий пішак · e1 біла тура | 6 |
| 5 | c8 білий кінь · e8 чорна тура · g8 чорний слон · d7 чорний пішак · e7 чорний пішак · g7 білий король · b6 чорний пішак · d6 білий пішак · f6 білий пішак · h6 чорний пішак · b5 біла тура · d5 білий пішак · f5 чорний король · h5 білий пішак · a4 чорна тура · b4 чорний пішак · g4 чорний пішак · h4 білий ферзь · g3 білий пішак · f2 білий пішак · e1 біла тура | c8 білий кінь · e8 чорна тура · g8 чорний слон · d7 чорний пішак · e7 чорний пішак · g7 білий король · b6 чорний пішак · d6 білий пішак · f6 білий пішак · h6 чорний пішак · b5 біла тура · d5 білий пішак · f5 чорний король · h5 білий пішак · a4 чорна тура · b4 чорний пішак · g4 чорний пішак · h4 білий ферзь · g3 білий пішак · f2 білий пішак · e1 біла тура | c8 білий кінь · e8 чорна тура · g8 чорний слон · d7 чорний пішак · e7 чорний пішак · g7 білий король · b6 чорний пішак · d6 білий пішак · f6 білий пішак · h6 чорний пішак · b5 біла тура · d5 білий пішак · f5 чорний король · h5 білий пішак · a4 чорна тура · b4 чорний пішак · g4 чорний пішак · h4 білий ферзь · g3 білий пішак · f2 білий пішак · e1 біла тура | c8 білий кінь · e8 чорна тура · g8 чорний слон · d7 чорний пішак · e7 чорний пішак · g7 білий король · b6 чорний пішак · d6 білий пішак · f6 білий пішак · h6 чорний пішак · b5 біла тура · d5 білий пішак · f5 чорний король · h5 білий пішак · a4 чорна тура · b4 чорний пішак · g4 чорний пішак · h4 білий ферзь · g3 білий пішак · f2 білий пішак · e1 біла тура | c8 білий кінь · e8 чорна тура · g8 чорний слон · d7 чорний пішак · e7 чорний пішак · g7 білий король · b6 чорний пішак · d6 білий пішак · f6 білий пішак · h6 чорний пішак · b5 біла тура · d5 білий пішак · f5 чорний король · h5 білий пішак · a4 чорна тура · b4 чорний пішак · g4 чорний пішак · h4 білий ферзь · g3 білий пішак · f2 білий пішак · e1 біла тура | c8 білий кінь · e8 чорна тура · g8 чорний слон · d7 чорний пішак · e7 чорний пішак · g7 білий король · b6 чорний пішак · d6 білий пішак · f6 білий пішак · h6 чорний пішак · b5 біла тура · d5 білий пішак · f5 чорний король · h5 білий пішак · a4 чорна тура · b4 чорний пішак · g4 чорний пішак · h4 білий ферзь · g3 білий пішак · f2 білий пішак · e1 біла тура | c8 білий кінь · e8 чорна тура · g8 чорний слон · d7 чорний пішак · e7 чорний пішак · g7 білий король · b6 чорний пішак · d6 білий пішак · f6 білий пішак · h6 чорний пішак · b5 біла тура · d5 білий пішак · f5 чорний король · h5 білий пішак · a4 чорна тура · b4 чорний пішак · g4 чорний пішак · h4 білий ферзь · g3 білий пішак · f2 білий пішак · e1 біла тура | c8 білий кінь · e8 чорна тура · g8 чорний слон · d7 чорний пішак · e7 чорний пішак · g7 білий король · b6 чорний пішак · d6 білий пішак · f6 білий пішак · h6 чорний пішак · b5 біла тура · d5 білий пішак · f5 чорний король · h5 білий пішак · a4 чорна тура · b4 чорний пішак · g4 чорний пішак · h4 білий ферзь · g3 білий пішак · f2 білий пішак · e1 біла тура | 5 |
| 4 | c8 білий кінь · e8 чорна тура · g8 чорний слон · d7 чорний пішак · e7 чорний пішак · g7 білий король · b6 чорний пішак · d6 білий пішак · f6 білий пішак · h6 чорний пішак · b5 біла тура · d5 білий пішак · f5 чорний король · h5 білий пішак · a4 чорна тура · b4 чорний пішак · g4 чорний пішак · h4 білий ферзь · g3 білий пішак · f2 білий пішак · e1 біла тура | c8 білий кінь · e8 чорна тура · g8 чорний слон · d7 чорний пішак · e7 чорний пішак · g7 білий король · b6 чорний пішак · d6 білий пішак · f6 білий пішак · h6 чорний пішак · b5 біла тура · d5 білий пішак · f5 чорний король · h5 білий пішак · a4 чорна тура · b4 чорний пішак · g4 чорний пішак · h4 білий ферзь · g3 білий пішак · f2 білий пішак · e1 біла тура | c8 білий кінь · e8 чорна тура · g8 чорний слон · d7 чорний пішак · e7 чорний пішак · g7 білий король · b6 чорний пішак · d6 білий пішак · f6 білий пішак · h6 чорний пішак · b5 біла тура · d5 білий пішак · f5 чорний король · h5 білий пішак · a4 чорна тура · b4 чорний пішак · g4 чорний пішак · h4 білий ферзь · g3 білий пішак · f2 білий пішак · e1 біла тура | c8 білий кінь · e8 чорна тура · g8 чорний слон · d7 чорний пішак · e7 чорний пішак · g7 білий король · b6 чорний пішак · d6 білий пішак · f6 білий пішак · h6 чорний пішак · b5 біла тура · d5 білий пішак · f5 чорний король · h5 білий пішак · a4 чорна тура · b4 чорний пішак · g4 чорний пішак · h4 білий ферзь · g3 білий пішак · f2 білий пішак · e1 біла тура | c8 білий кінь · e8 чорна тура · g8 чорний слон · d7 чорний пішак · e7 чорний пішак · g7 білий король · b6 чорний пішак · d6 білий пішак · f6 білий пішак · h6 чорний пішак · b5 біла тура · d5 білий пішак · f5 чорний король · h5 білий пішак · a4 чорна тура · b4 чорний пішак · g4 чорний пішак · h4 білий ферзь · g3 білий пішак · f2 білий пішак · e1 біла тура | c8 білий кінь · e8 чорна тура · g8 чорний слон · d7 чорний пішак · e7 чорний пішак · g7 білий король · b6 чорний пішак · d6 білий пішак · f6 білий пішак · h6 чорний пішак · b5 біла тура · d5 білий пішак · f5 чорний король · h5 білий пішак · a4 чорна тура · b4 чорний пішак · g4 чорний пішак · h4 білий ферзь · g3 білий пішак · f2 білий пішак · e1 біла тура | c8 білий кінь · e8 чорна тура · g8 чорний слон · d7 чорний пішак · e7 чорний пішак · g7 білий король · b6 чорний пішак · d6 білий пішак · f6 білий пішак · h6 чорний пішак · b5 біла тура · d5 білий пішак · f5 чорний король · h5 білий пішак · a4 чорна тура · b4 чорний пішак · g4 чорний пішак · h4 білий ферзь · g3 білий пішак · f2 білий пішак · e1 біла тура | c8 білий кінь · e8 чорна тура · g8 чорний слон · d7 чорний пішак · e7 чорний пішак · g7 білий король · b6 чорний пішак · d6 білий пішак · f6 білий пішак · h6 чорний пішак · b5 біла тура · d5 білий пішак · f5 чорний король · h5 білий пішак · a4 чорна тура · b4 чорний пішак · g4 чорний пішак · h4 білий ферзь · g3 білий пішак · f2 білий пішак · e1 біла тура | 4 |
| 3 | c8 білий кінь · e8 чорна тура · g8 чорний слон · d7 чорний пішак · e7 чорний пішак · g7 білий король · b6 чорний пішак · d6 білий пішак · f6 білий пішак · h6 чорний пішак · b5 біла тура · d5 білий пішак · f5 чорний король · h5 білий пішак · a4 чорна тура · b4 чорний пішак · g4 чорний пішак · h4 білий ферзь · g3 білий пішак · f2 білий пішак · e1 біла тура | c8 білий кінь · e8 чорна тура · g8 чорний слон · d7 чорний пішак · e7 чорний пішак · g7 білий король · b6 чорний пішак · d6 білий пішак · f6 білий пішак · h6 чорний пішак · b5 біла тура · d5 білий пішак · f5 чорний король · h5 білий пішак · a4 чорна тура · b4 чорний пішак · g4 чорний пішак · h4 білий ферзь · g3 білий пішак · f2 білий пішак · e1 біла тура | c8 білий кінь · e8 чорна тура · g8 чорний слон · d7 чорний пішак · e7 чорний пішак · g7 білий король · b6 чорний пішак · d6 білий пішак · f6 білий пішак · h6 чорний пішак · b5 біла тура · d5 білий пішак · f5 чорний король · h5 білий пішак · a4 чорна тура · b4 чорний пішак · g4 чорний пішак · h4 білий ферзь · g3 білий пішак · f2 білий пішак · e1 біла тура | c8 білий кінь · e8 чорна тура · g8 чорний слон · d7 чорний пішак · e7 чорний пішак · g7 білий король · b6 чорний пішак · d6 білий пішак · f6 білий пішак · h6 чорний пішак · b5 біла тура · d5 білий пішак · f5 чорний король · h5 білий пішак · a4 чорна тура · b4 чорний пішак · g4 чорний пішак · h4 білий ферзь · g3 білий пішак · f2 білий пішак · e1 біла тура | c8 білий кінь · e8 чорна тура · g8 чорний слон · d7 чорний пішак · e7 чорний пішак · g7 білий король · b6 чорний пішак · d6 білий пішак · f6 білий пішак · h6 чорний пішак · b5 біла тура · d5 білий пішак · f5 чорний король · h5 білий пішак · a4 чорна тура · b4 чорний пішак · g4 чорний пішак · h4 білий ферзь · g3 білий пішак · f2 білий пішак · e1 біла тура | c8 білий кінь · e8 чорна тура · g8 чорний слон · d7 чорний пішак · e7 чорний пішак · g7 білий король · b6 чорний пішак · d6 білий пішак · f6 білий пішак · h6 чорний пішак · b5 біла тура · d5 білий пішак · f5 чорний король · h5 білий пішак · a4 чорна тура · b4 чорний пішак · g4 чорний пішак · h4 білий ферзь · g3 білий пішак · f2 білий пішак · e1 біла тура | c8 білий кінь · e8 чорна тура · g8 чорний слон · d7 чорний пішак · e7 чорний пішак · g7 білий король · b6 чорний пішак · d6 білий пішак · f6 білий пішак · h6 чорний пішак · b5 біла тура · d5 білий пішак · f5 чорний король · h5 білий пішак · a4 чорна тура · b4 чорний пішак · g4 чорний пішак · h4 білий ферзь · g3 білий пішак · f2 білий пішак · e1 біла тура | c8 білий кінь · e8 чорна тура · g8 чорний слон · d7 чорний пішак · e7 чорний пішак · g7 білий король · b6 чорний пішак · d6 білий пішак · f6 білий пішак · h6 чорний пішак · b5 біла тура · d5 білий пішак · f5 чорний король · h5 білий пішак · a4 чорна тура · b4 чорний пішак · g4 чорний пішак · h4 білий ферзь · g3 білий пішак · f2 білий пішак · e1 біла тура | 3 |
| 2 | c8 білий кінь · e8 чорна тура · g8 чорний слон · d7 чорний пішак · e7 чорний пішак · g7 білий король · b6 чорний пішак · d6 білий пішак · f6 білий пішак · h6 чорний пішак · b5 біла тура · d5 білий пішак · f5 чорний король · h5 білий пішак · a4 чорна тура · b4 чорний пішак · g4 чорний пішак · h4 білий ферзь · g3 білий пішак · f2 білий пішак · e1 біла тура | c8 білий кінь · e8 чорна тура · g8 чорний слон · d7 чорний пішак · e7 чорний пішак · g7 білий король · b6 чорний пішак · d6 білий пішак · f6 білий пішак · h6 чорний пішак · b5 біла тура · d5 білий пішак · f5 чорний король · h5 білий пішак · a4 чорна тура · b4 чорний пішак · g4 чорний пішак · h4 білий ферзь · g3 білий пішак · f2 білий пішак · e1 біла тура | c8 білий кінь · e8 чорна тура · g8 чорний слон · d7 чорний пішак · e7 чорний пішак · g7 білий король · b6 чорний пішак · d6 білий пішак · f6 білий пішак · h6 чорний пішак · b5 біла тура · d5 білий пішак · f5 чорний король · h5 білий пішак · a4 чорна тура · b4 чорний пішак · g4 чорний пішак · h4 білий ферзь · g3 білий пішак · f2 білий пішак · e1 біла тура | c8 білий кінь · e8 чорна тура · g8 чорний слон · d7 чорний пішак · e7 чорний пішак · g7 білий король · b6 чорний пішак · d6 білий пішак · f6 білий пішак · h6 чорний пішак · b5 біла тура · d5 білий пішак · f5 чорний король · h5 білий пішак · a4 чорна тура · b4 чорний пішак · g4 чорний пішак · h4 білий ферзь · g3 білий пішак · f2 білий пішак · e1 біла тура | c8 білий кінь · e8 чорна тура · g8 чорний слон · d7 чорний пішак · e7 чорний пішак · g7 білий король · b6 чорний пішак · d6 білий пішак · f6 білий пішак · h6 чорний пішак · b5 біла тура · d5 білий пішак · f5 чорний король · h5 білий пішак · a4 чорна тура · b4 чорний пішак · g4 чорний пішак · h4 білий ферзь · g3 білий пішак · f2 білий пішак · e1 біла тура | c8 білий кінь · e8 чорна тура · g8 чорний слон · d7 чорний пішак · e7 чорний пішак · g7 білий король · b6 чорний пішак · d6 білий пішак · f6 білий пішак · h6 чорний пішак · b5 біла тура · d5 білий пішак · f5 чорний король · h5 білий пішак · a4 чорна тура · b4 чорний пішак · g4 чорний пішак · h4 білий ферзь · g3 білий пішак · f2 білий пішак · e1 біла тура | c8 білий кінь · e8 чорна тура · g8 чорний слон · d7 чорний пішак · e7 чорний пішак · g7 білий король · b6 чорний пішак · d6 білий пішак · f6 білий пішак · h6 чорний пішак · b5 біла тура · d5 білий пішак · f5 чорний король · h5 білий пішак · a4 чорна тура · b4 чорний пішак · g4 чорний пішак · h4 білий ферзь · g3 білий пішак · f2 білий пішак · e1 біла тура | c8 білий кінь · e8 чорна тура · g8 чорний слон · d7 чорний пішак · e7 чорний пішак · g7 білий король · b6 чорний пішак · d6 білий пішак · f6 білий пішак · h6 чорний пішак · b5 біла тура · d5 білий пішак · f5 чорний король · h5 білий пішак · a4 чорна тура · b4 чорний пішак · g4 чорний пішак · h4 білий ферзь · g3 білий пішак · f2 білий пішак · e1 біла тура | 2 |
| 1 | c8 білий кінь · e8 чорна тура · g8 чорний слон · d7 чорний пішак · e7 чорний пішак · g7 білий король · b6 чорний пішак · d6 білий пішак · f6 білий пішак · h6 чорний пішак · b5 біла тура · d5 білий пішак · f5 чорний король · h5 білий пішак · a4 чорна тура · b4 чорний пішак · g4 чорний пішак · h4 білий ферзь · g3 білий пішак · f2 білий пішак · e1 біла тура | c8 білий кінь · e8 чорна тура · g8 чорний слон · d7 чорний пішак · e7 чорний пішак · g7 білий король · b6 чорний пішак · d6 білий пішак · f6 білий пішак · h6 чорний пішак · b5 біла тура · d5 білий пішак · f5 чорний король · h5 білий пішак · a4 чорна тура · b4 чорний пішак · g4 чорний пішак · h4 білий ферзь · g3 білий пішак · f2 білий пішак · e1 біла тура | c8 білий кінь · e8 чорна тура · g8 чорний слон · d7 чорний пішак · e7 чорний пішак · g7 білий король · b6 чорний пішак · d6 білий пішак · f6 білий пішак · h6 чорний пішак · b5 біла тура · d5 білий пішак · f5 чорний король · h5 білий пішак · a4 чорна тура · b4 чорний пішак · g4 чорний пішак · h4 білий ферзь · g3 білий пішак · f2 білий пішак · e1 біла тура | c8 білий кінь · e8 чорна тура · g8 чорний слон · d7 чорний пішак · e7 чорний пішак · g7 білий король · b6 чорний пішак · d6 білий пішак · f6 білий пішак · h6 чорний пішак · b5 біла тура · d5 білий пішак · f5 чорний король · h5 білий пішак · a4 чорна тура · b4 чорний пішак · g4 чорний пішак · h4 білий ферзь · g3 білий пішак · f2 білий пішак · e1 біла тура | c8 білий кінь · e8 чорна тура · g8 чорний слон · d7 чорний пішак · e7 чорний пішак · g7 білий король · b6 чорний пішак · d6 білий пішак · f6 білий пішак · h6 чорний пішак · b5 біла тура · d5 білий пішак · f5 чорний король · h5 білий пішак · a4 чорна тура · b4 чорний пішак · g4 чорний пішак · h4 білий ферзь · g3 білий пішак · f2 білий пішак · e1 біла тура | c8 білий кінь · e8 чорна тура · g8 чорний слон · d7 чорний пішак · e7 чорний пішак · g7 білий король · b6 чорний пішак · d6 білий пішак · f6 білий пішак · h6 чорний пішак · b5 біла тура · d5 білий пішак · f5 чорний король · h5 білий пішак · a4 чорна тура · b4 чорний пішак · g4 чорний пішак · h4 білий ферзь · g3 білий пішак · f2 білий пішак · e1 біла тура | c8 білий кінь · e8 чорна тура · g8 чорний слон · d7 чорний пішак · e7 чорний пішак · g7 білий король · b6 чорний пішак · d6 білий пішак · f6 білий пішак · h6 чорний пішак · b5 біла тура · d5 білий пішак · f5 чорний король · h5 білий пішак · a4 чорна тура · b4 чорний пішак · g4 чорний пішак · h4 білий ферзь · g3 білий пішак · f2 білий пішак · e1 біла тура | c8 білий кінь · e8 чорна тура · g8 чорний слон · d7 чорний пішак · e7 чорний пішак · g7 білий король · b6 чорний пішак · d6 білий пішак · f6 білий пішак · h6 чорний пішак · b5 біла тура · d5 білий пішак · f5 чорний король · h5 білий пішак · a4 чорна тура · b4 чорний пішак · g4 чорний пішак · h4 білий ферзь · g3 білий пішак · f2 білий пішак · e1 біла тура | 1 |
|   | a | b | c | d | e | f | g | h |   |

1. f3? ~ 2. fg4, D:g4 #
1. ... gf3 2. Df4 #, 1. ... b3!
    1. fe7? ~ 2. Df6 #
    1. ... T:e7+ 2. S:e7 #, 1. ... Tf8!
1. de7? ~ 2. Sd6 #
1. ... T:e7+ 2. S:e7 #, 1. ... T:c8!
1. f4! ~ 2. Te5 #
1. ... e5 2. de6 #
- — - — - — -
1. ... gf3 (e.p.) 2. Df4 #
1. ... ef6 2. D:f6 #
1. ... ed6 2. S:d6 #
Вибір гри. Тема Залокоцького — Пожарського: використання ходів практичної шахової партії. Ходи «1. f4 e5» утворюють дебют Фрома.
|   | a | b | c | d | e | f | g | h |   |
| 8 | a7 чорний слон · a6 чорний слон · c5 білий кінь · d5 чорний пішак · f5 чорний король · d4 білий пішак · c3 білий король · d3 білий кінь · h3 чорний кінь · g2 білий ферзь | a7 чорний слон · a6 чорний слон · c5 білий кінь · d5 чорний пішак · f5 чорний король · d4 білий пішак · c3 білий король · d3 білий кінь · h3 чорний кінь · g2 білий ферзь | a7 чорний слон · a6 чорний слон · c5 білий кінь · d5 чорний пішак · f5 чорний король · d4 білий пішак · c3 білий король · d3 білий кінь · h3 чорний кінь · g2 білий ферзь | a7 чорний слон · a6 чорний слон · c5 білий кінь · d5 чорний пішак · f5 чорний король · d4 білий пішак · c3 білий король · d3 білий кінь · h3 чорний кінь · g2 білий ферзь | a7 чорний слон · a6 чорний слон · c5 білий кінь · d5 чорний пішак · f5 чорний король · d4 білий пішак · c3 білий король · d3 білий кінь · h3 чорний кінь · g2 білий ферзь | a7 чорний слон · a6 чорний слон · c5 білий кінь · d5 чорний пішак · f5 чорний король · d4 білий пішак · c3 білий король · d3 білий кінь · h3 чорний кінь · g2 білий ферзь | a7 чорний слон · a6 чорний слон · c5 білий кінь · d5 чорний пішак · f5 чорний король · d4 білий пішак · c3 білий король · d3 білий кінь · h3 чорний кінь · g2 білий ферзь | a7 чорний слон · a6 чорний слон · c5 білий кінь · d5 чорний пішак · f5 чорний король · d4 білий пішак · c3 білий король · d3 білий кінь · h3 чорний кінь · g2 білий ферзь | 8 |
| 7 | a7 чорний слон · a6 чорний слон · c5 білий кінь · d5 чорний пішак · f5 чорний король · d4 білий пішак · c3 білий король · d3 білий кінь · h3 чорний кінь · g2 білий ферзь | a7 чорний слон · a6 чорний слон · c5 білий кінь · d5 чорний пішак · f5 чорний король · d4 білий пішак · c3 білий король · d3 білий кінь · h3 чорний кінь · g2 білий ферзь | a7 чорний слон · a6 чорний слон · c5 білий кінь · d5 чорний пішак · f5 чорний король · d4 білий пішак · c3 білий король · d3 білий кінь · h3 чорний кінь · g2 білий ферзь | a7 чорний слон · a6 чорний слон · c5 білий кінь · d5 чорний пішак · f5 чорний король · d4 білий пішак · c3 білий король · d3 білий кінь · h3 чорний кінь · g2 білий ферзь | a7 чорний слон · a6 чорний слон · c5 білий кінь · d5 чорний пішак · f5 чорний король · d4 білий пішак · c3 білий король · d3 білий кінь · h3 чорний кінь · g2 білий ферзь | a7 чорний слон · a6 чорний слон · c5 білий кінь · d5 чорний пішак · f5 чорний король · d4 білий пішак · c3 білий король · d3 білий кінь · h3 чорний кінь · g2 білий ферзь | a7 чорний слон · a6 чорний слон · c5 білий кінь · d5 чорний пішак · f5 чорний король · d4 білий пішак · c3 білий король · d3 білий кінь · h3 чорний кінь · g2 білий ферзь | a7 чорний слон · a6 чорний слон · c5 білий кінь · d5 чорний пішак · f5 чорний король · d4 білий пішак · c3 білий король · d3 білий кінь · h3 чорний кінь · g2 білий ферзь | 7 |
| 6 | a7 чорний слон · a6 чорний слон · c5 білий кінь · d5 чорний пішак · f5 чорний король · d4 білий пішак · c3 білий король · d3 білий кінь · h3 чорний кінь · g2 білий ферзь | a7 чорний слон · a6 чорний слон · c5 білий кінь · d5 чорний пішак · f5 чорний король · d4 білий пішак · c3 білий король · d3 білий кінь · h3 чорний кінь · g2 білий ферзь | a7 чорний слон · a6 чорний слон · c5 білий кінь · d5 чорний пішак · f5 чорний король · d4 білий пішак · c3 білий король · d3 білий кінь · h3 чорний кінь · g2 білий ферзь | a7 чорний слон · a6 чорний слон · c5 білий кінь · d5 чорний пішак · f5 чорний король · d4 білий пішак · c3 білий король · d3 білий кінь · h3 чорний кінь · g2 білий ферзь | a7 чорний слон · a6 чорний слон · c5 білий кінь · d5 чорний пішак · f5 чорний король · d4 білий пішак · c3 білий король · d3 білий кінь · h3 чорний кінь · g2 білий ферзь | a7 чорний слон · a6 чорний слон · c5 білий кінь · d5 чорний пішак · f5 чорний король · d4 білий пішак · c3 білий король · d3 білий кінь · h3 чорний кінь · g2 білий ферзь | a7 чорний слон · a6 чорний слон · c5 білий кінь · d5 чорний пішак · f5 чорний король · d4 білий пішак · c3 білий король · d3 білий кінь · h3 чорний кінь · g2 білий ферзь | a7 чорний слон · a6 чорний слон · c5 білий кінь · d5 чорний пішак · f5 чорний король · d4 білий пішак · c3 білий король · d3 білий кінь · h3 чорний кінь · g2 білий ферзь | 6 |
| 5 | a7 чорний слон · a6 чорний слон · c5 білий кінь · d5 чорний пішак · f5 чорний король · d4 білий пішак · c3 білий король · d3 білий кінь · h3 чорний кінь · g2 білий ферзь | a7 чорний слон · a6 чорний слон · c5 білий кінь · d5 чорний пішак · f5 чорний король · d4 білий пішак · c3 білий король · d3 білий кінь · h3 чорний кінь · g2 білий ферзь | a7 чорний слон · a6 чорний слон · c5 білий кінь · d5 чорний пішак · f5 чорний король · d4 білий пішак · c3 білий король · d3 білий кінь · h3 чорний кінь · g2 білий ферзь | a7 чорний слон · a6 чорний слон · c5 білий кінь · d5 чорний пішак · f5 чорний король · d4 білий пішак · c3 білий король · d3 білий кінь · h3 чорний кінь · g2 білий ферзь | a7 чорний слон · a6 чорний слон · c5 білий кінь · d5 чорний пішак · f5 чорний король · d4 білий пішак · c3 білий король · d3 білий кінь · h3 чорний кінь · g2 білий ферзь | a7 чорний слон · a6 чорний слон · c5 білий кінь · d5 чорний пішак · f5 чорний король · d4 білий пішак · c3 білий король · d3 білий кінь · h3 чорний кінь · g2 білий ферзь | a7 чорний слон · a6 чорний слон · c5 білий кінь · d5 чорний пішак · f5 чорний король · d4 білий пішак · c3 білий король · d3 білий кінь · h3 чорний кінь · g2 білий ферзь | a7 чорний слон · a6 чорний слон · c5 білий кінь · d5 чорний пішак · f5 чорний король · d4 білий пішак · c3 білий король · d3 білий кінь · h3 чорний кінь · g2 білий ферзь | 5 |
| 4 | a7 чорний слон · a6 чорний слон · c5 білий кінь · d5 чорний пішак · f5 чорний король · d4 білий пішак · c3 білий король · d3 білий кінь · h3 чорний кінь · g2 білий ферзь | a7 чорний слон · a6 чорний слон · c5 білий кінь · d5 чорний пішак · f5 чорний король · d4 білий пішак · c3 білий король · d3 білий кінь · h3 чорний кінь · g2 білий ферзь | a7 чорний слон · a6 чорний слон · c5 білий кінь · d5 чорний пішак · f5 чорний король · d4 білий пішак · c3 білий король · d3 білий кінь · h3 чорний кінь · g2 білий ферзь | a7 чорний слон · a6 чорний слон · c5 білий кінь · d5 чорний пішак · f5 чорний король · d4 білий пішак · c3 білий король · d3 білий кінь · h3 чорний кінь · g2 білий ферзь | a7 чорний слон · a6 чорний слон · c5 білий кінь · d5 чорний пішак · f5 чорний король · d4 білий пішак · c3 білий король · d3 білий кінь · h3 чорний кінь · g2 білий ферзь | a7 чорний слон · a6 чорний слон · c5 білий кінь · d5 чорний пішак · f5 чорний король · d4 білий пішак · c3 білий король · d3 білий кінь · h3 чорний кінь · g2 білий ферзь | a7 чорний слон · a6 чорний слон · c5 білий кінь · d5 чорний пішак · f5 чорний король · d4 білий пішак · c3 білий король · d3 білий кінь · h3 чорний кінь · g2 білий ферзь | a7 чорний слон · a6 чорний слон · c5 білий кінь · d5 чорний пішак · f5 чорний король · d4 білий пішак · c3 білий король · d3 білий кінь · h3 чорний кінь · g2 білий ферзь | 4 |
| 3 | a7 чорний слон · a6 чорний слон · c5 білий кінь · d5 чорний пішак · f5 чорний король · d4 білий пішак · c3 білий король · d3 білий кінь · h3 чорний кінь · g2 білий ферзь | a7 чорний слон · a6 чорний слон · c5 білий кінь · d5 чорний пішак · f5 чорний король · d4 білий пішак · c3 білий король · d3 білий кінь · h3 чорний кінь · g2 білий ферзь | a7 чорний слон · a6 чорний слон · c5 білий кінь · d5 чорний пішак · f5 чорний король · d4 білий пішак · c3 білий король · d3 білий кінь · h3 чорний кінь · g2 білий ферзь | a7 чорний слон · a6 чорний слон · c5 білий кінь · d5 чорний пішак · f5 чорний король · d4 білий пішак · c3 білий король · d3 білий кінь · h3 чорний кінь · g2 білий ферзь | a7 чорний слон · a6 чорний слон · c5 білий кінь · d5 чорний пішак · f5 чорний король · d4 білий пішак · c3 білий король · d3 білий кінь · h3 чорний кінь · g2 білий ферзь | a7 чорний слон · a6 чорний слон · c5 білий кінь · d5 чорний пішак · f5 чорний король · d4 білий пішак · c3 білий король · d3 білий кінь · h3 чорний кінь · g2 білий ферзь | a7 чорний слон · a6 чорний слон · c5 білий кінь · d5 чорний пішак · f5 чорний король · d4 білий пішак · c3 білий король · d3 білий кінь · h3 чорний кінь · g2 білий ферзь | a7 чорний слон · a6 чорний слон · c5 білий кінь · d5 чорний пішак · f5 чорний король · d4 білий пішак · c3 білий король · d3 білий кінь · h3 чорний кінь · g2 білий ферзь | 3 |
| 2 | a7 чорний слон · a6 чорний слон · c5 білий кінь · d5 чорний пішак · f5 чорний король · d4 білий пішак · c3 білий король · d3 білий кінь · h3 чорний кінь · g2 білий ферзь | a7 чорний слон · a6 чорний слон · c5 білий кінь · d5 чорний пішак · f5 чорний король · d4 білий пішак · c3 білий король · d3 білий кінь · h3 чорний кінь · g2 білий ферзь | a7 чорний слон · a6 чорний слон · c5 білий кінь · d5 чорний пішак · f5 чорний король · d4 білий пішак · c3 білий король · d3 білий кінь · h3 чорний кінь · g2 білий ферзь | a7 чорний слон · a6 чорний слон · c5 білий кінь · d5 чорний пішак · f5 чорний король · d4 білий пішак · c3 білий король · d3 білий кінь · h3 чорний кінь · g2 білий ферзь | a7 чорний слон · a6 чорний слон · c5 білий кінь · d5 чорний пішак · f5 чорний король · d4 білий пішак · c3 білий король · d3 білий кінь · h3 чорний кінь · g2 білий ферзь | a7 чорний слон · a6 чорний слон · c5 білий кінь · d5 чорний пішак · f5 чорний король · d4 білий пішак · c3 білий король · d3 білий кінь · h3 чорний кінь · g2 білий ферзь | a7 чорний слон · a6 чорний слон · c5 білий кінь · d5 чорний пішак · f5 чорний король · d4 білий пішак · c3 білий король · d3 білий кінь · h3 чорний кінь · g2 білий ферзь | a7 чорний слон · a6 чорний слон · c5 білий кінь · d5 чорний пішак · f5 чорний король · d4 білий пішак · c3 білий король · d3 білий кінь · h3 чорний кінь · g2 білий ферзь | 2 |
| 1 | a7 чорний слон · a6 чорний слон · c5 білий кінь · d5 чорний пішак · f5 чорний король · d4 білий пішак · c3 білий король · d3 білий кінь · h3 чорний кінь · g2 білий ферзь | a7 чорний слон · a6 чорний слон · c5 білий кінь · d5 чорний пішак · f5 чорний король · d4 білий пішак · c3 білий король · d3 білий кінь · h3 чорний кінь · g2 білий ферзь | a7 чорний слон · a6 чорний слон · c5 білий кінь · d5 чорний пішак · f5 чорний король · d4 білий пішак · c3 білий король · d3 білий кінь · h3 чорний кінь · g2 білий ферзь | a7 чорний слон · a6 чорний слон · c5 білий кінь · d5 чорний пішак · f5 чорний король · d4 білий пішак · c3 білий король · d3 білий кінь · h3 чорний кінь · g2 білий ферзь | a7 чорний слон · a6 чорний слон · c5 білий кінь · d5 чорний пішак · f5 чорний король · d4 білий пішак · c3 білий король · d3 білий кінь · h3 чорний кінь · g2 білий ферзь | a7 чорний слон · a6 чорний слон · c5 білий кінь · d5 чорний пішак · f5 чорний король · d4 білий пішак · c3 білий король · d3 білий кінь · h3 чорний кінь · g2 білий ферзь | a7 чорний слон · a6 чорний слон · c5 білий кінь · d5 чорний пішак · f5 чорний король · d4 білий пішак · c3 білий король · d3 білий кінь · h3 чорний кінь · g2 білий ферзь | a7 чорний слон · a6 чорний слон · c5 білий кінь · d5 чорний пішак · f5 чорний король · d4 білий пішак · c3 білий король · d3 білий кінь · h3 чорний кінь · g2 білий ферзь | 1 |
|   | a | b | c | d | e | f | g | h |   |

b) a1 = a8

a) 1.L:c5 Df2+ 2.Ke4 S:c5#
b) 1.L:c5 Df2+ 2.Ke4 S:c5# (MM)
У 2021—2022 роках в Угорщині проводився меморіальний конкурс. Була задана тема Бенедика: скласти задачу, у якій створюються близнюки поверненням діаграми на 90°, при цьому запис розв'язку в короткій анотації залишається незмінний.
Вперше в близнюках Бенедека  реалізовано тему Зілахі.

## Досягнення
У періодичній та спортивній пресі світу надруковано понад 600 його шахових задач.
На конкурсах різного рангу понад 60 задач відмічено призами, із них 12 — першими.
Бронзовий призер командної першості України — 2009 року.
Лауреат, проведеного в Росії (м. Іваново), міжнародного конкурсу «Святого „Георгія Побідоносця“» за 2008 рік, в розділі задач на кооперативний мат h>3 із удостоєнням пам'ятної медалі I-го ступеня.
За спортивні успіхи в композиції удостоєний сімох медалей.